# 2019冠状病毒病北京市疫情时间线 (2020年)
本条目介绍2019冠状病毒病疫情于2020年在北京市的情况和确诊病例。

## 2020年1月

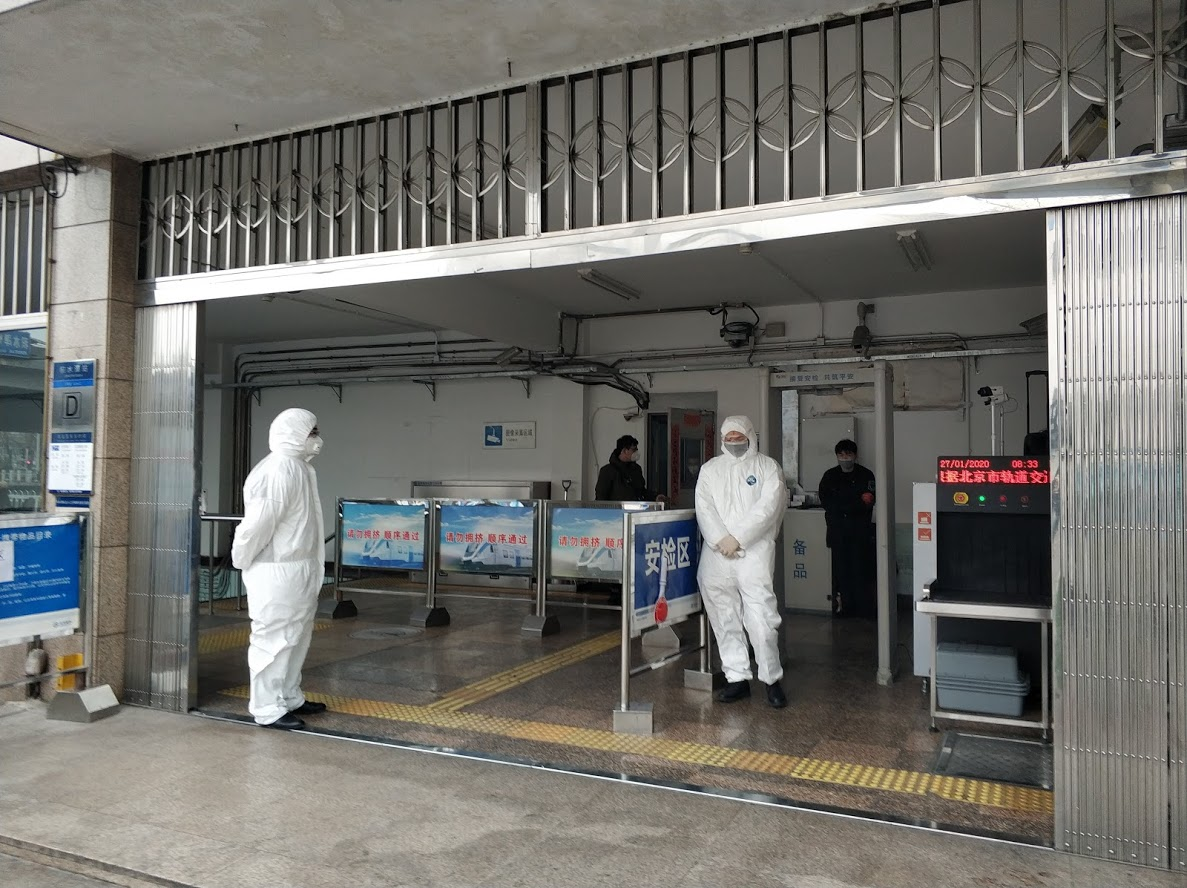
疫情爆发初期，身着防护服的工作人员在地铁积水潭站D出入口测温

2020年1月12日，首都医科大学附属北京地坛医院收治两名疑似患者。
2020年1月20日，北京市大興區衛生健康委員會通報指有2名發熱患者確診感染嚴重急性呼吸綜合症冠狀病毒2型，曾到访武汉，已隔離治療，無呼吸道症狀。此案例是北京首次通報發現有病例。
1月21日，北京市卫生健康委员会发布公告称北京新增5例嚴重特殊傳染性肺炎确诊病例。5人中3名男性2名女性，年龄最大者56岁最小者18岁，皆有武汉旅行史。截至1月21日18时，北京共报告确诊病例10例。
1月22日，中共北京市委、北京市政府决定成立新型冠状病毒感染肺炎疫情防控工作领导小组，下设医疗保障、交通保障、商品供应、重大活动服务保障、舆情应对、社会稳定、高校工作等七个小组。
同日，通報新增4例，累計14例。1月20日左右就診。均去過武漢。
1月23日，故宫博物院宣布，為防控疫情，自2020年1月25日起闭馆。同時包括中国国家博物馆、中国国家图书馆、恭王府、中国美术馆等多家博物館和美術館紛紛閉館，北京廟會活動取消。
1月24日凌晨，北京市卫生健康委员会通报，从1月23日14时至24时，北京市新增4例嚴重特殊傳染性肺炎病例，均为男性，年龄从21岁至65岁，均有湖北接触史。同日下午，北京市再通报3例新增确诊病例。而一名居住于大兴区的女子，于当日痊愈出院。同日下午5时和晚上8时，北京市卫生健康委员会分别通报新增确诊病例5例和2例。
1月25日，一名居住于大興區的男患者痊癒出院，为北京市第二位出院患者。同日下午，北京市卫生健康委员会通报新增确诊病例5例，其中有2例为无湖北接触史的病例。
1月26日起，所有进出北京的省际客运及省际旅游包车全部停运，北京市各大学、中学、小学、幼儿园延迟开学，校外培訓機構線下培訓全部暫停，北京電影學院考試推遲。同日，北京市卫生健康委员会通报新增确诊病例10例。另外，北京市卫生健康委员会还通报有3名醫生受感染，其中2人曾赴武漢公幹。目前接受隔離治療。
1月27日凌晨，北京市卫健委通报，26日18时至21时北京市新增5例新型冠状病毒感染的肺炎病例。其中一个病例系9个月的女婴，该女婴1月25日发病、26日就诊，此前有湖北接触史。同日下午3时，北京市卫健委通报，26日21時至27日9時，北京市新增4例新型冠狀病毒感染的肺炎病例，其中1名為此前確診病例的密切接觸者。截至1月27日9时，北京市累计报告确诊病例72例，其中东城区1例、西城区7例、朝阳区11例、海淀区17例、丰台区4例、石景山区2例、通州区6例、顺义区1例、大兴区5例、昌平区7例，外地来京人员11例。当晚，北京市卫健委通报首宗死亡病例详情。死者50歲，1月8日到武漢，15日返回北京後發燒，于21日求醫。22日確診为新型冠状病毒感染后病情轉差，因呼吸功能衰竭，于27日抢救无效死亡。据媒体报道，死亡患者系原天合光能副总裁、中国商用价值群执行总裁、上海电气下属设计公司项目开发部员工杨军。
1月28日上午，北京市卫健委通报新增8例新型冠状病毒感染的肺炎病例，其中1例为此前确诊病例的密切接触者。同日下午，通报新增11例新型冠状病毒感染的肺炎病例，其中5例有湖北接触史，7例为此前确诊病例的密切接触者。截至1月28日12时，北京市累计确诊病例91例。其中东城区2例、西城区8例、朝阳区17例、海淀区21例、丰台区7例、石景山区2例、通州区7例、顺义区2例、大兴区7例、昌平区7例，外地来京人员11例。同日，北京市2名在解放军总医院第五医学中心救治的新型冠状病毒感染的肺炎患者痊愈出院。中国人民大学附属中学发表声明，该校高三一学生家长因感染新型冠状病毒肺炎，经医治无效病逝。
1月29日，北京市卫健委通报新增11例新型冠状病毒感染的肺炎病例，其中7例有湖北及其他省份接触史，7例为确诊病例的密切接触者，1例尚未完成流行病学调查，4例是既有湖北接触史又是确诊病例的密切接触者，男性6例，女性5例，年龄介于2岁至80岁之间。同日晚，北京市新增9例新型冠状病毒感染的肺炎病例，其中7例有湖北及其他省份接触史，2例为确诊病例的密切接触者，男性6例，女性3例，年龄介于25岁至80岁之间。下午，北京市疾控中心副主任庞星火在新聞發布會上表示，北京市的疫情正处于由输入期到扩散期过渡的阶段。
1月30日，北京市卫健委通报新增3例新型冠状病毒感染的肺炎病例，其中2例有湖北及其他省份接触史，1例为确诊病例的密切接触者，男性2例，女性1例，年龄介于21岁至73岁之间。同日下午，北京大学第一医院呼吸和危重症医学科主任王广发从地坛医院出院。
1月31日，北京市卫健委通报1月30日8时至20时新增7例新型冠状病毒感染的肺炎病例，其中2例有湖北及其他省份接触史，5例为确诊病例的密切接触者；另有1例出院。同日先后通报30日20时至24时，新增11例新型冠状病毒感染的肺炎病例，其中7例有湖北及其他省份接触史，5例为确诊病例的密切接触者，其中1例既有湖北接触史又是确诊病例的密切接触者；30日24时至31日14时新增7例新型冠状病毒感染的肺炎病例，其中6例有湖北及其他省份接触史，5例为确诊病例的密切接触者，4例既有湖北及其他省份接触史又是确诊病例的密切接触者。

## 2020年2月

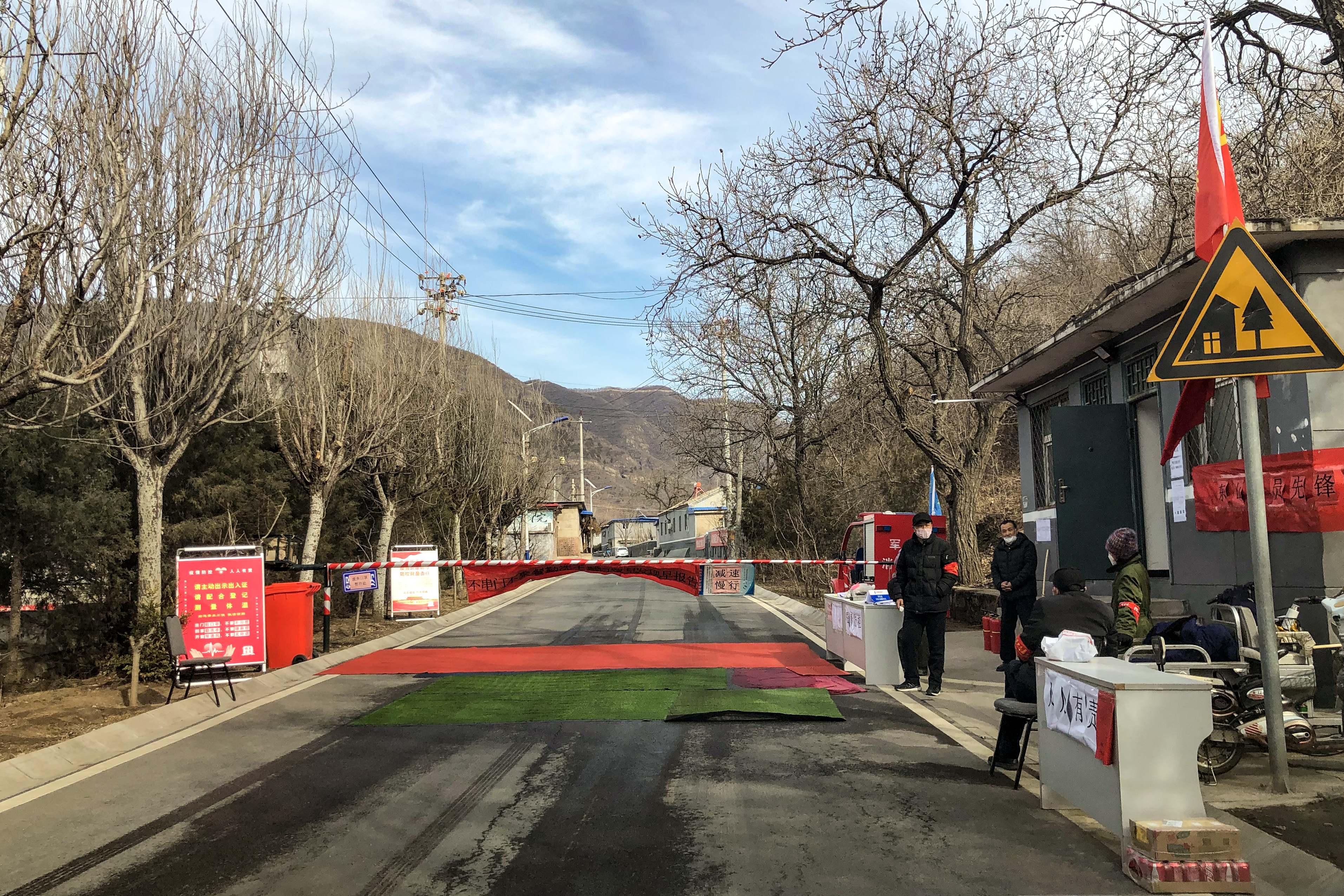
疫情期间门头沟区军庄镇东山村的管制措施

2月1日，北京市卫健委通报1月31日14时至24时新增17例嚴重特殊傳染性肺炎病例，其中11例有湖北及其他省份接触史，12例为确诊病例的密切接触者，7例既有湖北及其他省份接触史又是确诊病例的密切接触者，1例尚未完成流行病学调查。同日下午，北京市新型冠状病毒感染的肺炎防控工作新闻发布会召开，会上通报2月1日0时至12时新增确诊病例12例。
2月2日上午，北京市卫健委通报2月1日12时至24时新增15例嚴重特殊傳染性肺炎病例，11例有湖北及其他省份接触史，4例为确诊病例的密切接触者，其中2例既有湖北及其他省份接触史又是确诊病例的密切接触者。2例否认湖北接触史，正在进一步核实。同日下午通报新增8例嚴重特殊傳染性肺炎病例，4例有湖北及其他省份接触史，4例为确诊病例的密切接触者。
2月3日，北京市卫健委通报2日12时至24时新增24例嚴重特殊傳染性肺炎病例，11例有湖北及其他省份接触史，12例为确诊病例的密切接触者，其中4例既有湖北及其他省份接触史又是确诊病例的密切接触者。4例否认湖北接触史，1例尚未完成流行病学调查。另有3名患者出院。截至2月2日，北京市共报告聚集性病例41起，涉及病例124人，占确诊病例50%以上，其中复兴医院心内科重症监护室出现嚴重特殊傳染性肺炎聚集性病例，确诊9例，其中医护人员5例，住院患者4例，目前已转至定点医院治疗，以轻症为主。
2月4日，北京市卫健委通报3日0时至24时，新增16例嚴重特殊傳染性肺炎病例，其中6例有湖北及其他省份接触史，10例为确诊病例的密切接触者。另有11名患者出院，出院患者中，年龄最小的15岁，最大的47岁。
2月5日，北京市卫健委通报4日0时至24时，新增25例新型冠状病毒感染的肺炎病例，其中14例有湖北及其他省份接触史，10例为确诊病例的密切接触者，1例无湖北接触史。当日有1例患者痊愈出院。
2月6日，北京市卫健委通报5日0时至24时，新增21例新型冠状病毒感染的肺炎病例。8例有湖北及其他省份接触史，10例为确诊病例的密切接触者，其中1例既有湖北及其他省份接触史又是确诊病例的密切接触者。4例无湖北接触史。另有7例出院。
2月7日，北京市卫健委通报6日0时至24时，新增23例新型冠状病毒感染的肺炎病例。10例有湖北及其他省份接触史，14例为确诊病例的密切接触者，其中3例既有湖北及其他省份接触史又是确诊病例的密切接触者。2例无湖北接触史。另有2例出院。
2月8日，北京市卫健委通报7日0时至24时，新增18例2019冠状病毒病病例，3例有湖北及其他省份接触史，10例为确诊病例的密切接触者，其中2例既有湖北及其他省份接触史又是确诊病例的密切接触者。1例无湖北接触史。6例否认湖北接触史，正在进一步核实。新增1例死亡病例，系94岁北京籍女子，2月6日确诊，入住市级定点医院，临床分型为危重型，因患有冠心病、心功能不全等基础病急性加重，经抢救无效于7日死亡。另有1人出院。
2月9日，北京市卫健委通报2月8日0时至24时，北京市新增11例确诊病例。8例为确诊病例的密切接触者，3例否认湖北接触史，正在进一步核实。均已送至定点医疗机构进行救治。另有3名患者出院。
2月10日，北京市卫健委通报2月9日0时至24时，北京市新增11例确诊病例。2例有湖北及其他省份接触史；7例为确诊病例的密切接触者；1例无湖北接触史；1例否认湖北接触史，正在进一步核实。另有7名患者出院。截至2月9日24时，北京市累计确诊病例337例。东城区9例、西城区39例、朝阳区56例、海淀区54例、丰台区30例、石景山区13例、门头沟区3例、房山区14例、通州区16例、顺义区10例、昌平区18例、大兴区36例、怀柔区7例、密云区6例、延庆区1例，外地来京人员25例。平谷区尚未有病例。337例确诊病例中，男性病例162例，占48.1%，女性病例175例，占51.9%；年龄范围为6个月～94岁，其中5岁以下12例，占3.6%，6岁至17岁11例，占3.2%，18岁至59岁227例，占67.4%，60岁及以上87例，占25.8%。死亡2例，出院44例，291例在定点医院进行隔离治疗，其中危重型17例。
2月11日，北京宣佈药店实行实名制销售治疗发热、咳嗽等药品。
2月14日，北京将对所有返回北京的人实施为期14天的自我隔离。
2月16日，北京市衛健委通報2月15日0时至24时，北京市新增5例确诊病例。截至2月15日24时，北京市累计确诊病例380例。出院105例，死亡4例。东城区12例、西城区46例、朝阳区58例、海淀区60例、丰台区39例、石景山区14例、门头沟区3例、房山区15例、通州区18例、顺义区10例、昌平区25例、大兴区39例、怀柔区7例、密云区7例、延庆区1例，外地来京人员26例。平谷区尚未有病例。
2月20日，一名当当网员工经确认感染2019冠状病毒病，造成66人被隔离观察。北京市发改委已会同朝阳区约谈了当当网负责人，要求其严格落实防控主体责任，全面查找防控工作流程中的漏洞并立即整改。
2月24日，北京市东城区报告一例新型冠状病毒感染的肺炎病例。患者4天前从武汉进京，进京前已有发热症状，24日正式确诊。而该确诊病例为刑满释放人员黄某英，系武汉女子监狱囚犯。事后，中共湖北省委书记应勇作出批示称，表示依纪依法严肃处理，及时回应社会关切。湖北省已成立由省纪委监委牵头，省委政法委、省检察院、省公安厅、省司法厅组成的联合调查组开展调查工作，司法部方面，则由分管副部长刘志强带队，会同中央政法委、最高人民检察院、公安部组成联合调查组开展调查工作。3月2日，联合调查组公布调查结果，认为该事件是一起因失职渎职导致的严重事件，“性质恶劣，影响极坏”。湖北省纪委监委也对事件有关责任人立案审查调查。
2月28日，北京市衛健委通報截至27日24時，北京累计确诊病例410例，治愈出院病例257例，死亡病例7例。
2月29日，北京市衛健委通報截至28日24時，北京累计确诊病例411例，治愈出院病例271例，死亡病例8例。同日北京宣佈嚴禁任何单位、任何人擅自前往湖北接人进京。同日，北京市报告2例自伊朗入境的确诊病例，均为2月26日宁夏中卫确诊病例丁某某在伊朗期间的密切接触者。三名患者曾于2月18日在伊朗共同参加同学聚餐。

## 2020年3月

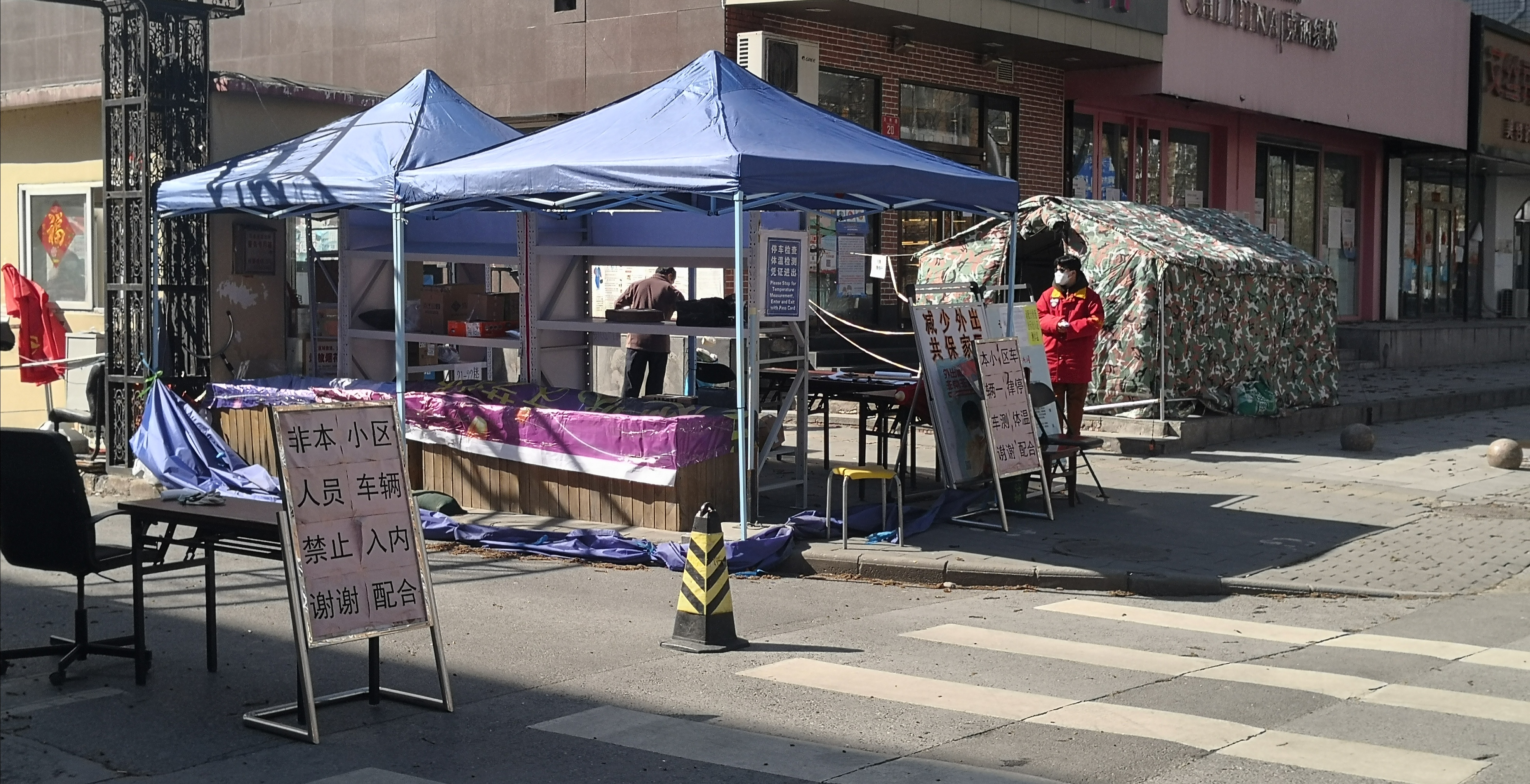
2020年3月，北京市小区封闭管理措施
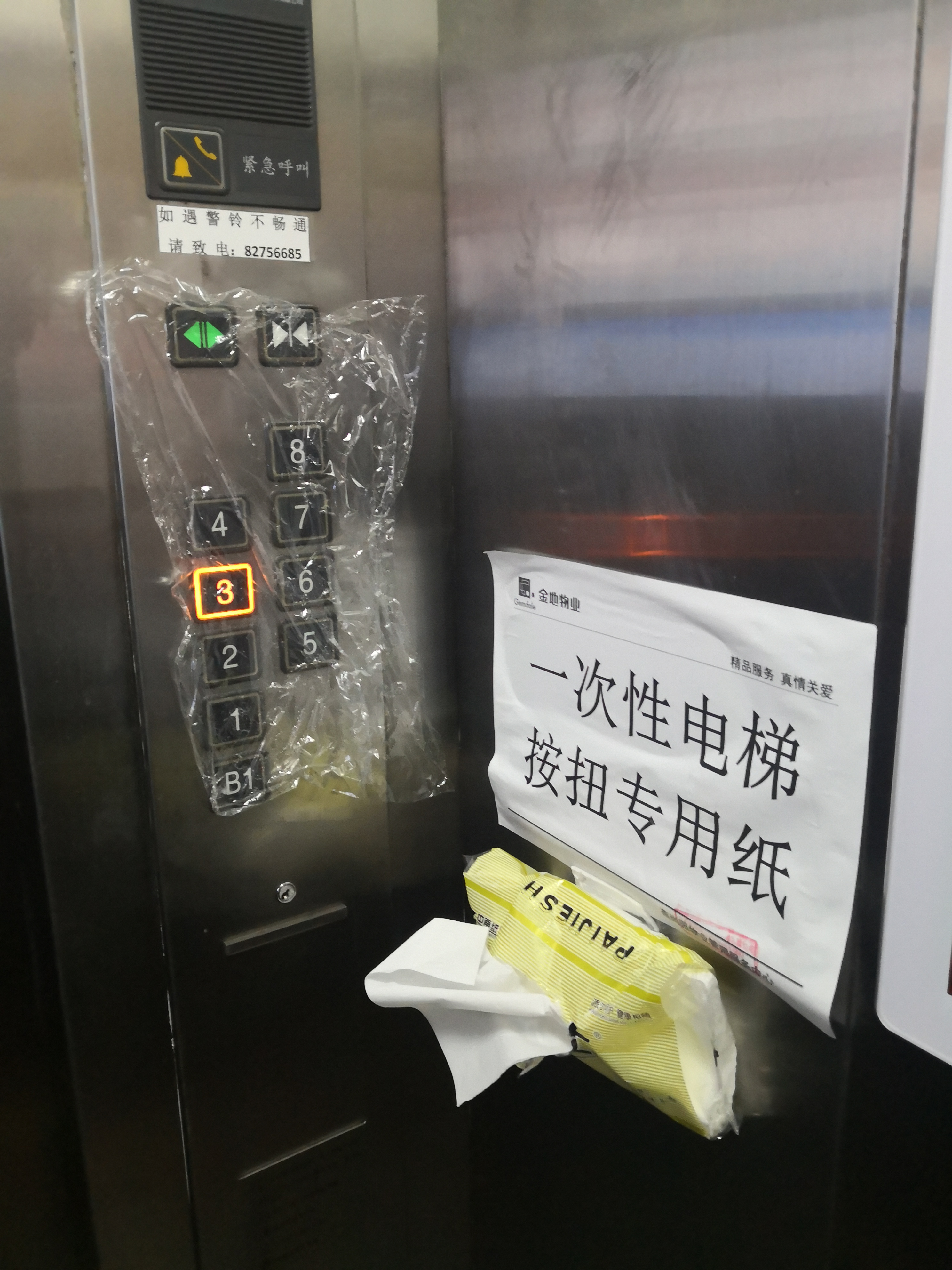
2020年3月，北京市电梯防疫措施
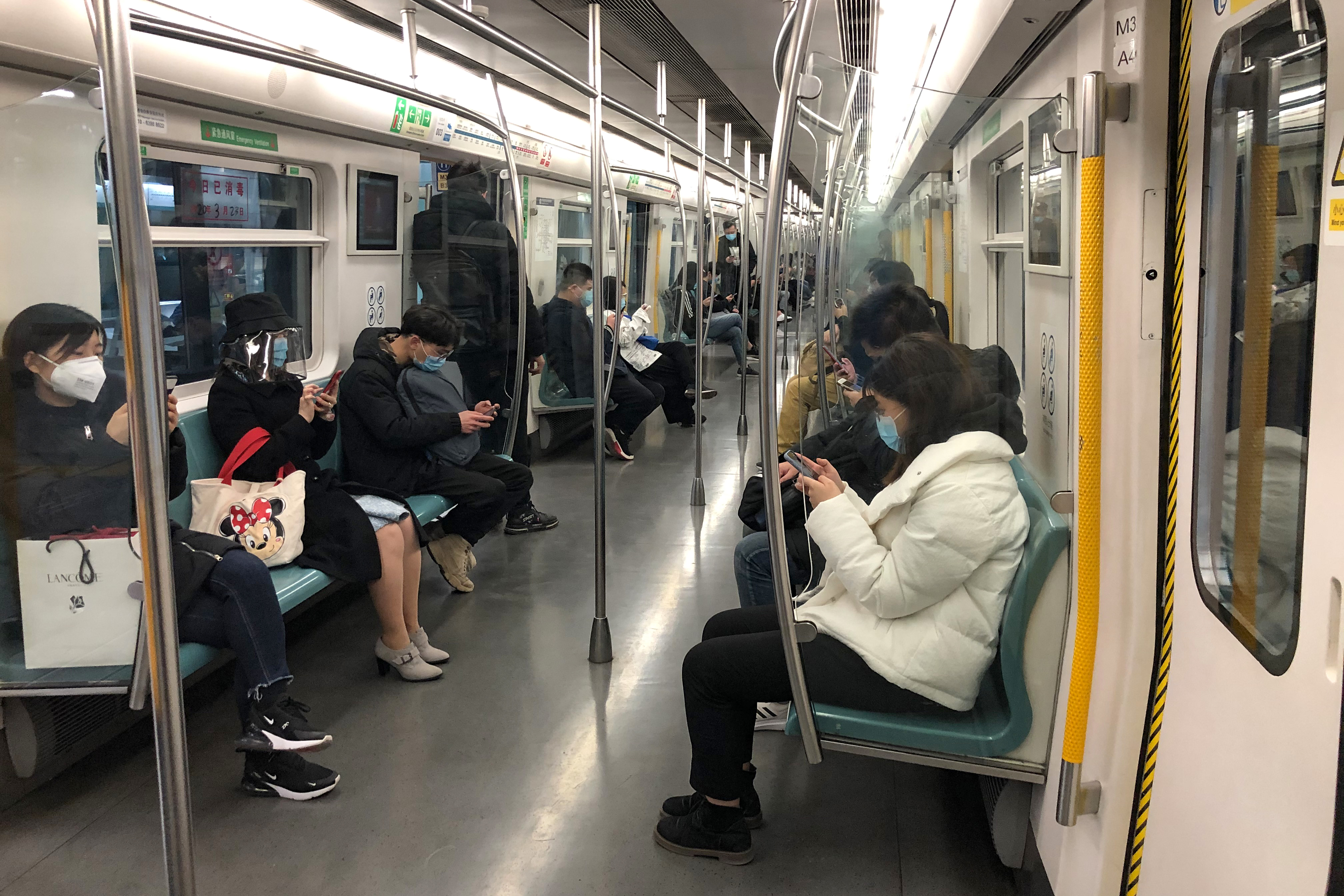
3月23日晚高峰时段的北京地铁4号线车厢内，乘客均佩戴口罩，车内标有“本车已消毒”及消毒日期

3月1日0时，北京市经济和信息化局在微信、支付宝推出“北京健康宝”小程序，用于查询个人防疫相关健康状态。查询结果分为“集中观察”、“居家观察”以及“未见异常”三种状态，并分别用红色、黄色以及绿色进行标识。
3月2日，北京市衛健委通報截至1日24時，北京市新增1例确诊病例，为确诊病例的密切接触者，已送至定点医疗机构进行救治。治愈出院患者6例，分别从市区两级定点医院出院。其中有1名男性，5名女性，年龄最小的3岁，最大的56岁。
3月3日，北京市衛健委通報截至2日24時，北京市无新增确诊病例。治愈出院患者6例，分别从市区两级定点医院出院。其中有2名男性，4名女性，年龄最小的34岁，最大的56岁。
3月4日，北京市衛健委通報截至3日24時，北京市新增3例确诊病例，其中2例为境外输入病例（1例为伊朗输入病例，1例为意大利输入病例），1例为本地病例（丰台区）。治愈出院患者6例，分别从市区两级定点医院出院。其中有3名男性，3名女性，年龄最小的18岁，最大的60岁。
3月5日，北京市衛健委通報截至4日24時，北京市新增1例确诊病例，为确诊病例的密切接触者，已送至定点医疗机构进行救治。治愈出院患者3例，分别从市区两级定点医院出院。其中有1名男性，2名女性，年龄最小的51岁，最大的86岁。
3月6日，北京市衛健委通報截至5日24時，北京新增4例确诊病例，均为来自意大利的输入病例，定点医疗机构已给予医疗救治。治愈出院患者1例。翌日，北京市公安局通报4例确诊病例属于家庭性病例，患者廖某君、廖某海在登机前使用药物退烧降温。因家庭成员中存在不如实填写出入境健康申明卡情形，北京市顺义区公安分局以廖某君等人涉嫌妨害传染病防治罪，依法开展立案侦查。
3月7日，北京市衛健委通報截至6日24時，累计确诊病例426例，治愈出院病例303例，死亡病例8例。
3月7日0时至24时，北京新增2例确诊病例，1例来自意大利的境外输入病例，1例来自西班牙的境外输入病例。
3月9日，北京市衛健委通報截至8日24時，北京无新增报告确诊病例；治愈出院病例7例，分别从市区两级定点医院出院。其中有4名男性，3名女性，年龄最小的37岁，最大的67岁。
3月10日，北京市衛健委通報截至9日24時，北京新增报告确诊病例1例，为来自英国的境外输入病例；治愈出院病例5例，分别从市区两级定点医院出院。其中有1名男性，4名女性，年龄最小的28岁，最大的68岁。
3月11日，北京市衛健委通報截至10日24時，北京新增报告境外輸入确诊病例6例。同日，北京市强化入境后的隔离措施，除了自疫情严重国家入境进京人员，执行居家或集中观察14天外，对非疫情严重国家入境进京人员也要居家或集中观察14天，纳入社区健康管理。此外，短期入境进京且有商务的行程目的地的人员，需入驻指定宾馆并进行核酸检测，未出检测结果前不得离开宾馆。
3月12日，北京市衛健委通報截至11日24時，北京市新增治愈出院病例8例。
3月13日，北京市衛健委通報截至12日24時，北京新增报告來自英國的确诊病例1例，8例治愈出院。
3月14日，北京市衛健委通報截至13日24時，北京新增报告來自美国的确诊病例1例，7例治愈出院。而來自美國的確診病例女子37歲的黎某存在隐瞒发热病情情节，北京市顺义区公安分局以涉嫌妨害传染病防治罪，已对黎某立案侦查。此前，黎女士2月底參加完渤健公司召開的領導層會議後開始出现2019冠状病毒病症狀，會議導致至少104名馬塞諸塞州的來賓感染上2019冠状病毒病。3月20日，渤健公司表示，黎女士私自赴中國並隱瞞病情的行為與公司的價值觀念不符，已被解僱。同日起，北京首都国际机场T3航站楼D区（原为中国国际航空国内航班专区）划设为专区，集中停靠从疫情严重国家入境的航班，每一名从专区入境的旅客都需要办理边检手续、接受边防检查。北京还启用中国国际展览中心新馆为首都机场疫情高发国家入境旅客转运集散地，机上旅客全部在首都机场T3专区内完成卫生检疫等流程，与其他抵京旅客形成空间上的物理隔离。北京大兴国际机场国际进港航班亦暂时转到首都机场运行。北京市新型冠状病毒肺炎疫情防控工作新闻发布会上亦宣布，对未参加基本医疗保险的人员，在回国入境过程之中被确诊为输入型的2019冠状病毒病病例或疑似病例的，所发生的医疗费用，原则上由患者个人负担。参加了商业保险的人员，可以按照商业保险的合同规定支付相应的费用。同年10月，北京市顺义区人民法院以妨害传染病防治罪判处黎某有期徒刑一年、缓刑一年。
3月15日，北京市衛健委通報截至14日24時，北京新增报告境外输入2019冠状病毒病确诊病例5例，其中西班牙3例、意大利1例、泰国1例。本地确诊病例治愈出院病例4例，均为女性，年龄最小的11岁，最大的57岁。同日下午，北京市人民政府副秘书长陈蓓在北京市疫情防控发布会上表示，从3月16日零时起，所有境外进京人员原则上均应转送至集中观察点进行14天的隔离观察，费用自理；有特殊情况者，经严格评估可进行居家观察。当天，首都机场将所有国际及港澳台进港航班全部停靠在T3D处置专区。
3月16日，北京市衛健委通報截至15日24時，北京新增报告境外输入确诊病例4例，其中西班牙2例、意大利2例。本地确诊病例治愈出院病例5例，其中有3名男性，2名女性，年龄最小的21岁，最大的58岁。同日下午，通报新增境外输入病例6例，其中西班牙4例、英国2例。
3月17日，北京市衛健委通報新增境外输入确诊病例4例，其中西班牙2例、美国1例、英国1例。确诊病例中包括來自美國的確診病例女子黎女士的丈夫洪某某，为大學教師。
3月18日，北京市衛健委通報新增境外输入确诊病例13例，其中西班牙6例、英国5例、巴西1例、卢森堡1例。
3月19日，北京市衛健委通報新增境外输入确诊病例11例，其中英国3例、匈牙利3例、西班牙2例、奥地利2例、美国1例。同日，民航局、外交部、国家卫生健康委、海关总署、移民局联合发布《关于目的地为北京的国际客运航班有关事宜的公告》，决定调整目的地为北京的部分国际航班从指定第一入境点入境。
3月20日，北京市衛健委通報新增境外输入确诊病例11例，其中英国7例、美国2例、西班牙2例。
3月21日，北京市衛健委通報新增境外输入确诊病例13例，其中英国8例、法国2例、意大利、西班牙、荷兰各1例。
3月22日，北京市衛健委通報新增境外输入确诊病例10例，其中西班牙4例、英国4例、法国1例、奥地利1例。北京市疾控中心副主任庞星火称，一户从英国来京的家庭6人中，共有4人确诊。同日，民航局、外交部、国家卫生健康委、海关总署、移民局决定自北京时间3月23日零时起，所有目的地为北京的国际客运航班改在12个指定的第一入境点入境。
3月23日，北京市衛健委通報新增境外输入确诊病例23例，其中西班牙14例、英国4例、法国2例、美国1例、巴基斯坦1例、挪威1例。
3月24日，北京市衛健委通報新增境外输入确诊病例20例，其中英国12例、西班牙3例、美国3例、希腊1例、墨西哥1例；海淀区新增报告1例境外输入关联病例。同日，北京市决定从3月25日零时起，对所有入境旅客就地集中隔离观察并进行核酸检测。
3月24日起，北京市地铁运营有限公司下辖线路陆续开始根据疫情防控形势和复工复产客流增长情况，在高峰时段实施超常超强运行图，以降低高峰时段列车满载率。
3月25日，北京市衛健委通報新增境外输入确诊病例3例，美国、加拿大、法国各1例。
3月26日，北京市衛健委通報新增境外输入确诊病例5例，其中英国3例、匈牙利1例、美国1例。
3月27日，北京市衛健委通報新增境外输入确诊病例3例，其中英国2例、法国1例。
3月28日，北京市衛健委通報新增境外输入确诊病例4例，均为美国输入。
3月29日，北京市衛健委通報新增境外输入确诊病例4例，西班牙、比利时、泰国、美国各1例。
3月31日，北京市衛健委通報新增境外输入确诊病例3例，其中塞尔维亚2例、西班牙1例。

### 澳洲籍女子外出跑步不戴口罩事件
3月17日，网络流传一名澳洲籍女子，在返回北京后未遵守规定居家隔离外出跑步且不戴口罩，随即遭到社区防疫人员的注意。该女子不但不听劝告，还大喊“救命骚扰”。随后民警赶到对其发出了警告，必须按规定居家隔离14天不允许外出。有网友爆出，其为拜耳集团员工。当晚，拜耳中国官方微博发布声明证实了该消息，并称已对该员工做出辞退处理。3月19日，北京市公安局副局長、新聞發言人潘緒宏表示，經核查该女子姓梁，47岁，任職於拜耳醫藥保健有限公司，3月14日由首都機場入境進京，工作居留許可有效期至2020年9月5日。北京市公安局出入境管理局依据《中华人民共和国出境入境管理法》第六十七条等规定，已于3月18日注销梁某工作类居留许可，并做出限期离境的决定。

## 2020年4月

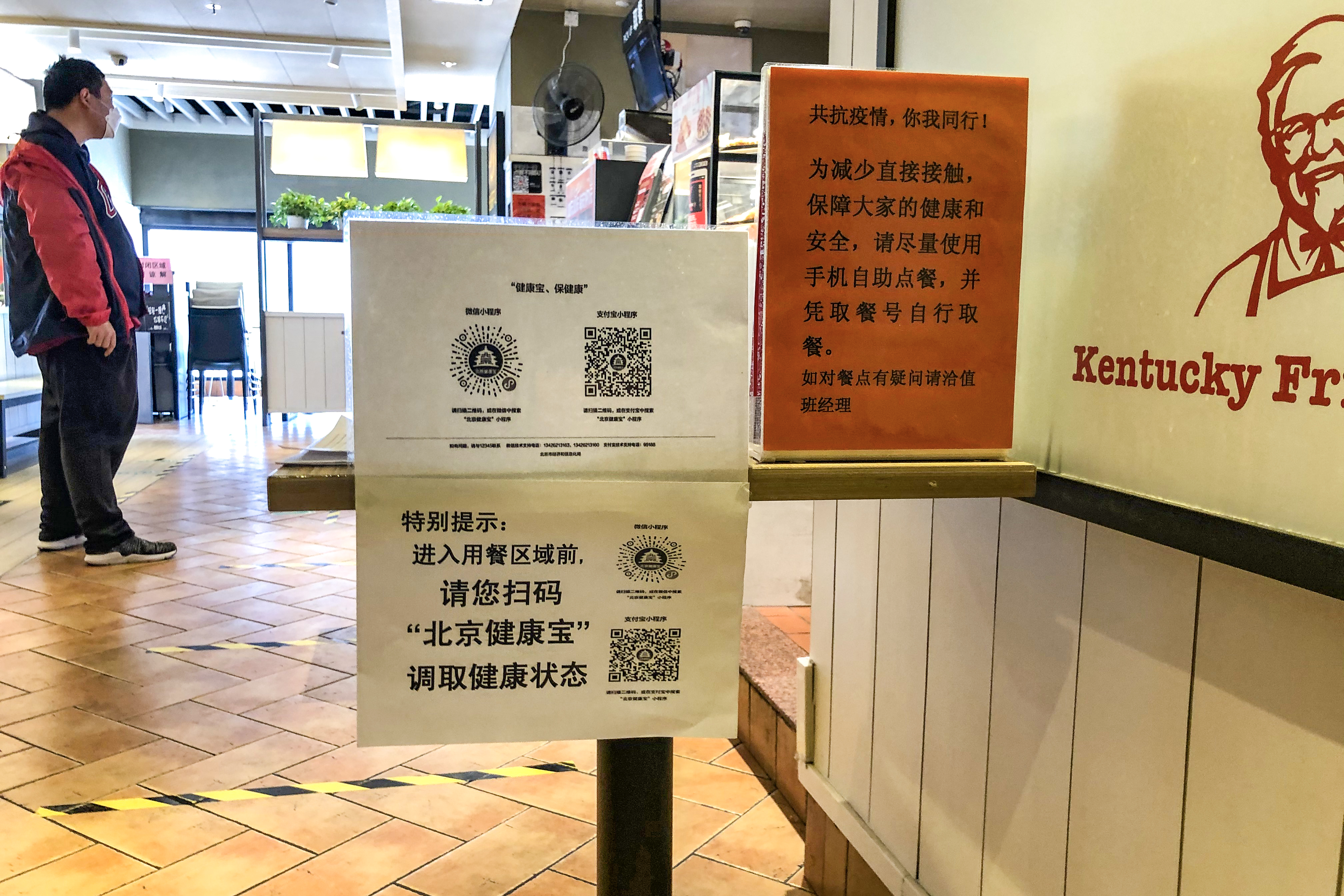
2020年4月25日，北京东直门肯德基餐厅入口处要求进入人员扫码“北京健康宝”调取健康状态的提示
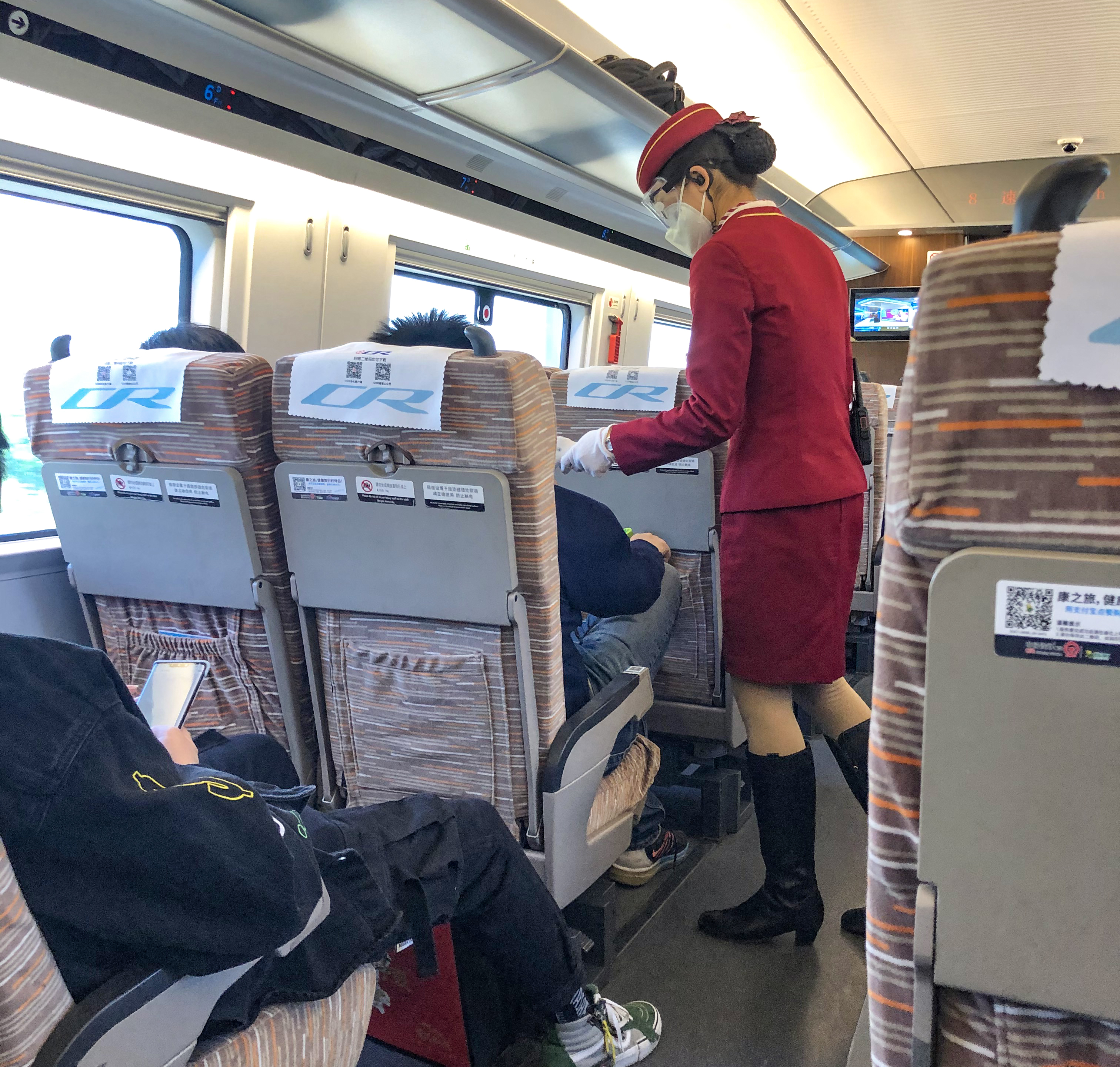
2020年4月26日，京津城际铁路列车乘务员为旅客测量体温

4月2日，北京市衛健委通報新增境外输入确诊病例2例，均来自塞尔维亚。
4月3日，北京市衛健委通報新增境外输入确诊病例1例，为英国输入病例。
4月4日，北京市衛健委通報新增境外输入确诊病例2例，其中英国1例、西班牙1例。
4月5日，北京市衛健委通報新增境外输入确诊病例1例，为英国输入病例。治愈出院病例2例。新通报的病例存在健康状况未及时报告的情形。
4月6日，北京市衛健委通報新增境外输入确诊病例1例，为美国输入病例。治愈出院病例2例。
4月12日，北京市教委宣布，高三年级4月27日开学，初三年级5月11日开学。其他各年级以及中职学校、高等学校和幼儿园的开学日期将另行确定。
4月14日，北京市新增报告境外输入确诊病例1例。
4月15日，北京市朝阳区新增报告境外输入关联病例3例。
4月18日，北京市城市管理综合行政执法局、北京市住房和城乡建设委员会、北京市应急管理局、北京市市场监督管理局、北京市经济和信息化局联合印发《关于做好复工复产疫情防控常态化工作的通告》，规定津冀地区来京人员、北京市往返津冀地区的人员，来京（返京）后可以通过“北京健康宝”进行京津冀行程记录验证，申请“未见异常”健康状态。
4月19日，新增治愈境外輸入出院病例3例。累计报告境外输入确诊病例174例，治愈出院病例109例。新增本地治愈出院病例1例。累计报告本地确诊病例419例，治愈出院病例405例。
4月20日，北京市发布《新型冠状病毒肺炎疫情期间餐饮服务单位经营服务指引(4.0版)》，要求体温正常且“北京健康宝”状态为“未见异常”者方可进入餐厅就餐。
4月27日，北京市高中三年级学生返校复课。
截至4月28日24时，北京市除朝阳区外的15区已超过36天无新增本土病例报告，其中12个区70天以上无本土新增病例。
4月29日下午，北京市决定自4月30日零时起将突发公共卫生事件一级响应机制调整为二级，并相应调整防控策略。4月30日起，北京市逐步恢复省际长途客运及旅游包车业务，地面公交满载率由50%上调至75%，轨道交通满载率由50%上调至65%。同时，国内低风险地区进京出差、返京人员不再要求居家隔离14天，正在隔离观察的可以解除观察。而在社区进出政策方面，非本小区居民持健康宝“绿码”并登记后可进入小区探亲访友。快递、外卖、鲜奶配送、家政服务、房屋中介等服务行业从业人员，持健康宝“绿码”并登记后可进入小区。

## 2020年5月

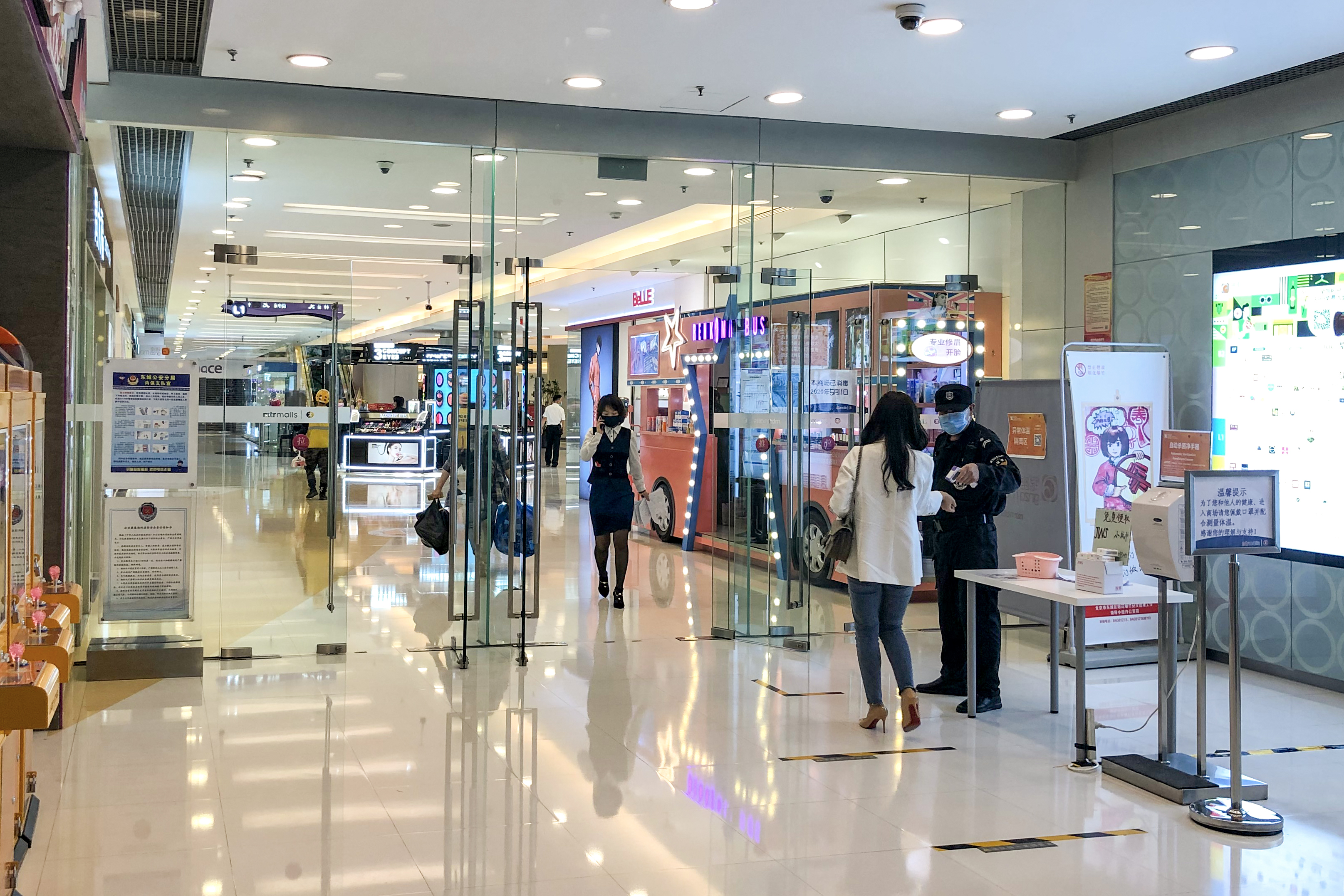
5月11日，东直门一间商场入口处的测温措施
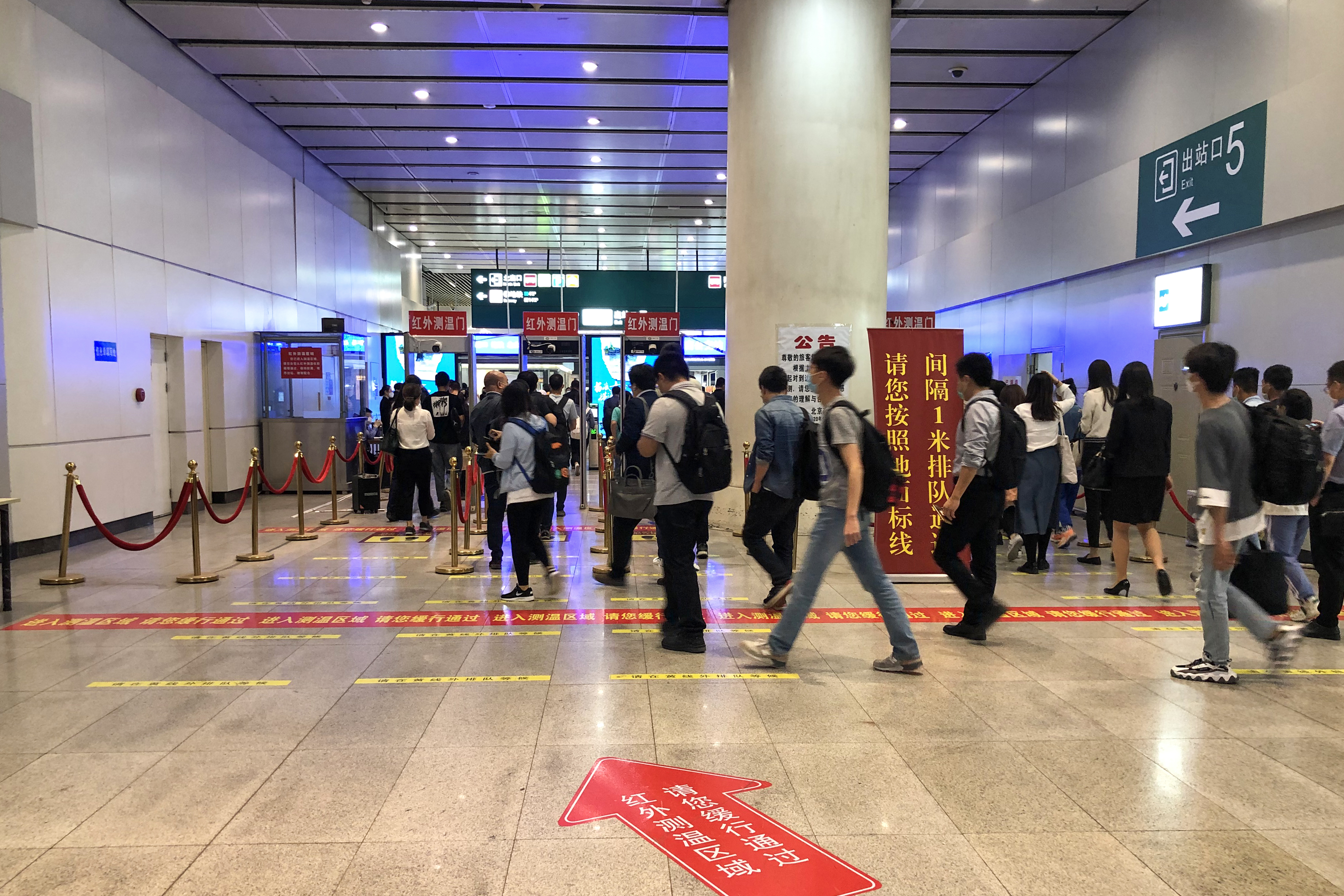
5月15日，北京南站5号出站口，乘客出闸前接受红外测温

5月11日，北京市初中三年级学生返校复课。截至5月11日，北京市在院治疗的确诊病例已降至13例。
5月12日，中国国家图书馆恢复开馆，实行预约限流服务，每日限1200人，上下午分时开馆，且仅开放总馆南区。截至5月12日24时，北京市累计报告本地确诊病例419例，累计出院407例，在院3例，累计死亡9例；累计报告境外输入确诊病例174例，累计出院166例，在院8例。
5月22日至28日，第十三届全国人民代表大会第三次会议在北京召开；中国人民政治协商会议第十三届全国委员会第三次会议也于5月21日至27日在京召开。

## 2020年6月

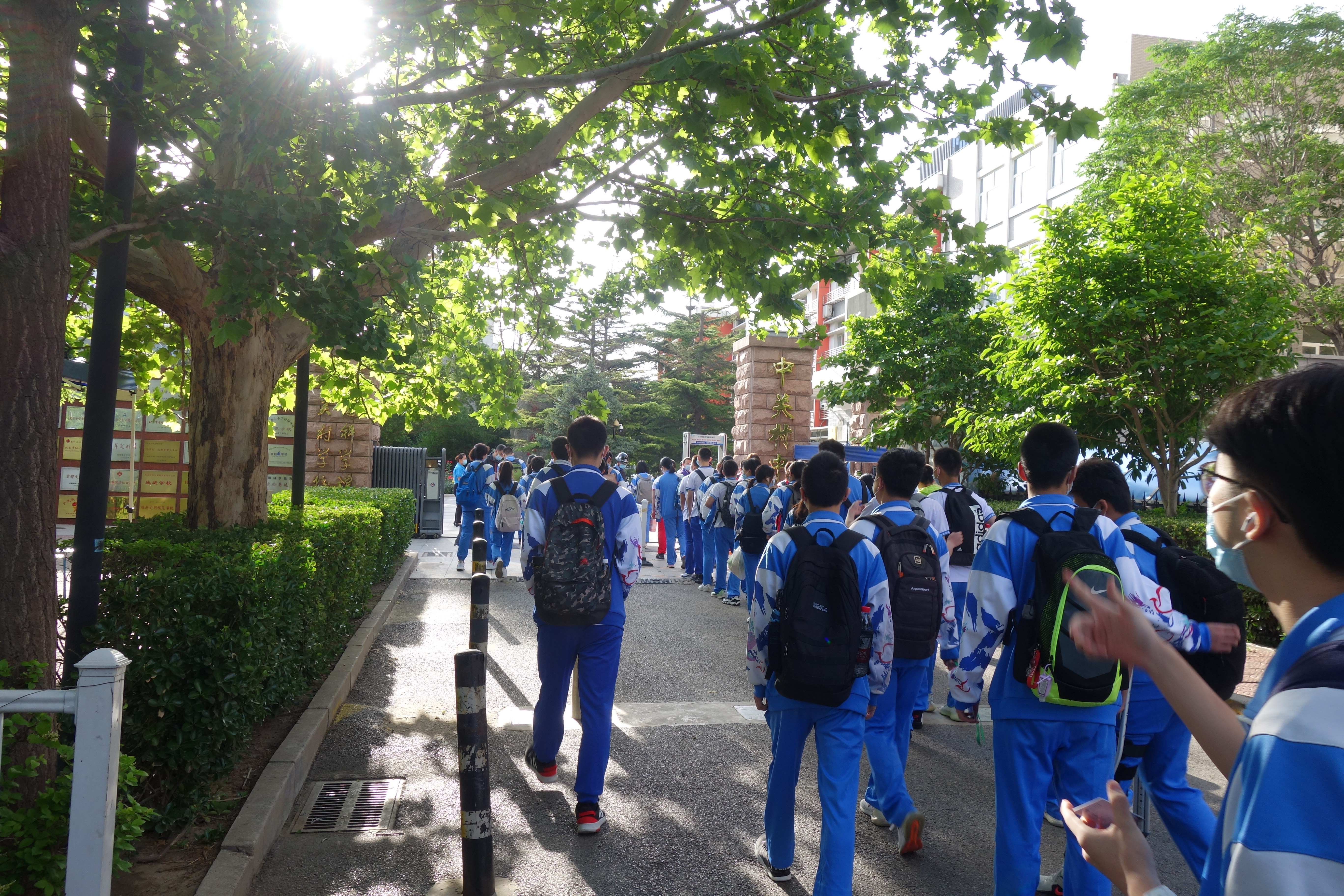
6月1日，北京市中学复课景象

6月1日，北京高一、高二、初一、初二、小学六年级返校复课。6月8日，北京小学4-5年级返校复课。
6月6日起，北京市突发公共卫生事件响应级别调整至三级，社区在继续实行查证、验码、登记等措施的同时不再要求体温检测，同时解除湖北（含武汉，中高风险地区除外）人员进京民航、铁路购票和公路进京证限制，境内团队旅游业务也将适时开放，但中高风险地区除外；出入境团队旅游业务则暂不开放。同日，中央广播电视总台与北京市人民政府共同启动“新消费·爱生活——北京消费季”系列活动。
6月8日，北京市最后一例本地确诊病例治愈出院，至此，北京市本地确诊病例“清零”。9日起，北京市属11家公园和中国园林博物馆的参观游览场所全面恢复开放。
6月11日，北京市西城区通报新增一例2019冠状病毒病本土确诊病例，患者自述近2周无出京史、无外来人员密切接触史。至此，北京市已累计确诊595例，其中境外输入174例。

### 北京新发地农产品批发市场聚集性疫情

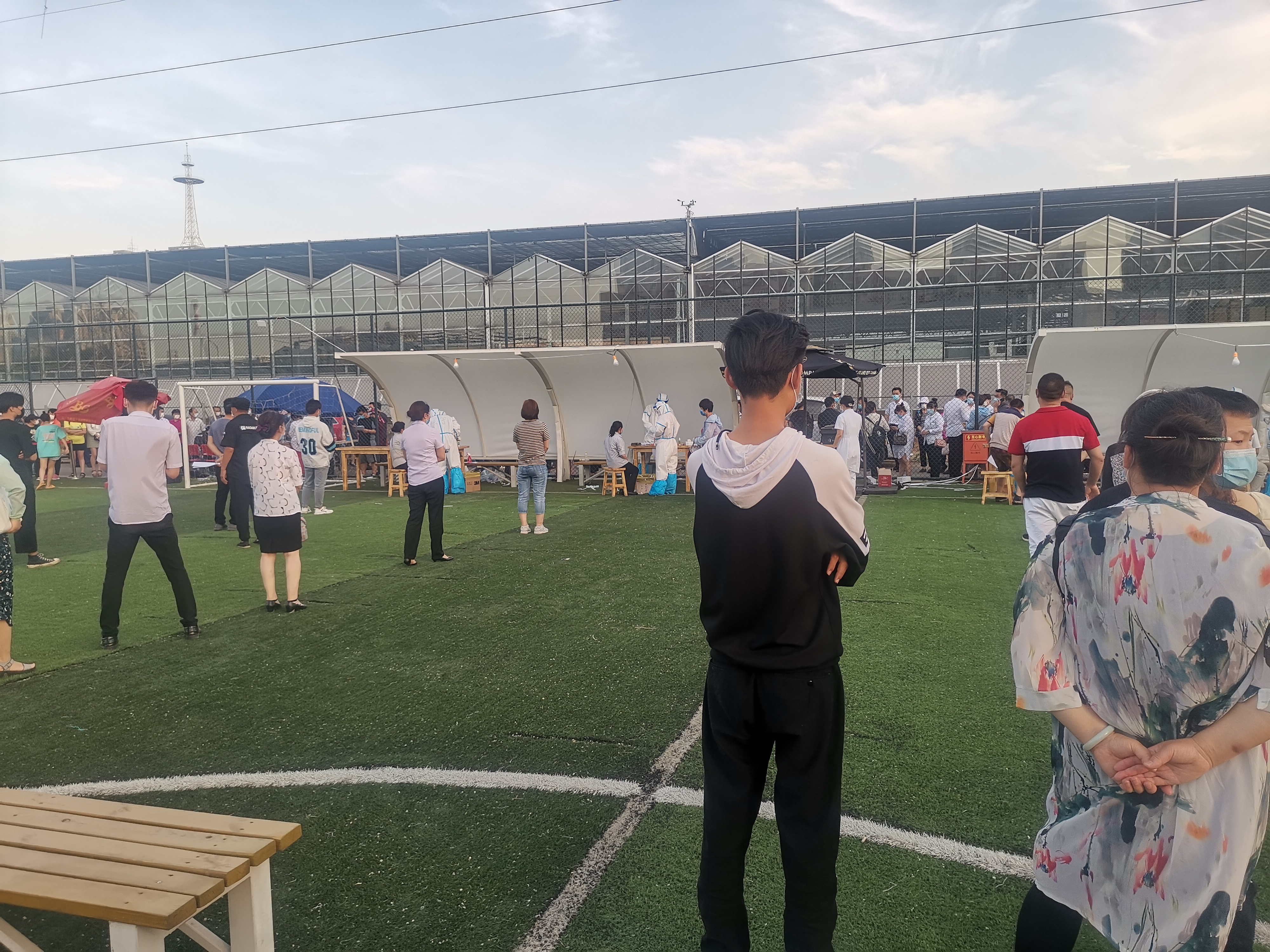
6月16日，海淀区北下关街道的核酸检测现场
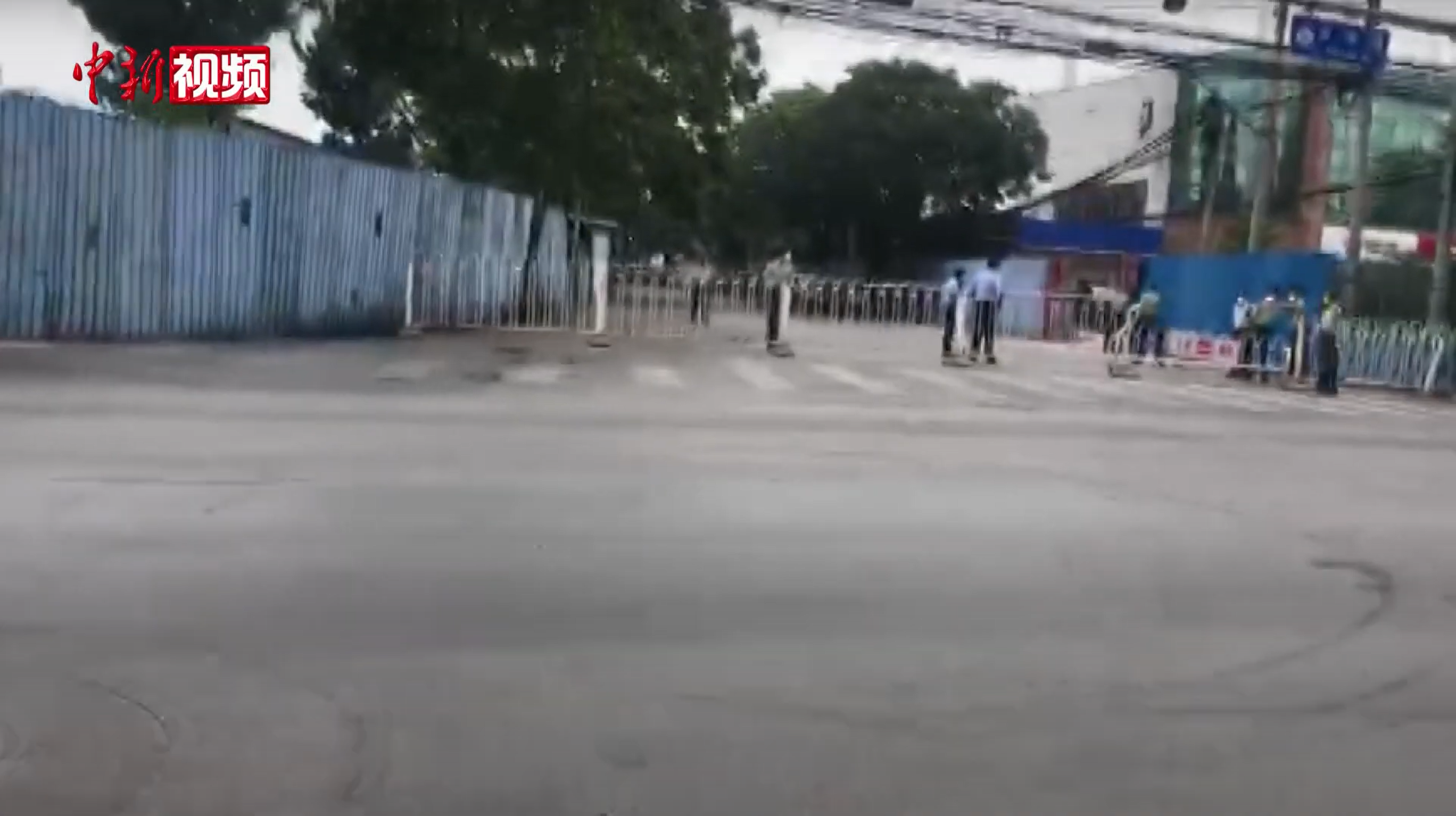
新发地市场周边部分道路戒严管控

6月12日，北京市丰台区新增2例确诊病例，为任职于中国肉类食品综合研究中心的执行食品抽检工作的员工，曾去过北京新发地农产品批发市场。北京市教委决定暂停原定6月15日起的小学一、二、三年级返校复课，暂停校外培训机构恢复线下课程和集体活动。而电影院、KTV等密闭式文娱场所亦暂不开放。同日，北京市体育竞赛管理中心决定全市自当天（6月12日）起暂停举办各类体育赛事活动，恢复时间安排另行通知。
6月12日16时至24时，北京市又新增确诊病例4例，均與北京新发地农产品批发市场有關。同日，相关部门在新发地市场检验到40件环境阳性样本。而在新发地采集的517件市场工作人员样品中，共有45名无临床症状者咽拭子呈阳性。另在海淀一农贸市场中发现1例无症状阳性者，是1名新发地确诊病例的密切接触者。当晚，新发地农产品批发市场董事长张玉玺表示，在切割进口三文鱼的案板中检测到了病毒，该进口三文鱼的供货来源为京深海鲜市场。同日，北京市市场监管局发出开展食品安全大检查工作的通知，将生鲜、冷冻猪肉、牛肉、羊肉、鸡鸭肉等畜禽肉类、水产品及其制品定为此次食品安全大检查的重点监管产品。受此影响，新发地批发市场、京深海鲜批发市场、顺鑫石门批发市场、怀柔区万星农副市场、平谷区东寺渠农副产品市场、朝阳区松榆东里市场已全部或部分暂停营业，超市发、物美、家乐福等北京市主要商超企业也将全部三文鱼连夜下架。
6月13日3时起，新发地批发市场暂时休市，进行全面的卫生整治和环境消杀，原在市场内交易的蔬菜和水果移到5个指定的区域进行，一些依赖于新发地供货的社区菜店和小型超市受到明显影响，但大型连锁超市的货源因产地直采而基本保持稳定。丰台區則启动战时机制，海淀区和石景山區所有社区恢复二级响应防控措施，新发地长途客运站再次停運。5条北京與河北跨省公交线路暂缓恢复运营。当天，北京市餐饮业开始继续按照《新型冠状病毒肺炎疫情期间餐饮服务单位经营服务指引（4.0版）》进行二級防控管理。另外，西城区月坛街道、丰台区西罗园街道、花乡地区、房山区长阳镇于同一天将疫情风险等级升级为中风险。同日上午，北京市新冠肺炎疫情防控工作领导小组召开第六十八次会议，中共北京市委书记、防控工作领导小组组长蔡奇在会上强调北京已进入非常时期，同时表示国家卫生健康委已专门向北京派出专家组指导防控工作。北京市疾控中心和丰台区疾控中心联合对京深海鲜市场海鲜区，特别是三文鱼的交易摊位以及公共区域进行的抽样检测显示，人员咽拭子样本186件和环境样本283件的结果都是阴性。
受到此次疫情的影响，中国大陆多地已明确，近期如非必要不要前往北京。而大庆市疾控中心建议市民购买生鲜肉类时尽量不要直接接触生鱼海鲜生肉，另外食物要煮熟烧透，不食用生冷食物。北京市以外的多地连锁商超、生鲜电商平台对三文鱼采取严格管控或进行下架处理，另外南京餐饮商会倡议各大餐饮企业停止供应生食类的畜、禽、海鲜水产等相关菜品。当晚，沈阳桃仙国际机场发布公告，自6月13日20时起对从北京市丰台区、西城区月坛街道、房山区长阳镇来辽人员采取14天集中隔离管控措施。6月13日0时至24时，北京市新增报告本地确诊病例36例、无症状感染者1例，确诊病例中在新发地市场工作者27例，曾直接或间接暴露于新发地市场者9例。截至6月13日24时，累计报告本地确诊病例463例，累计出院411例，在院43例，累计死亡9例。尚在观察的无症状感染者1例。国家大剧院、雍和宫、北京天桥艺术中心暂停开放。北京部分體育賽事暫停。另外，北京市邮政快递行业自6月13日起全面提升疫情防控等级。
6月14日0-7时，北京新增8例确诊病例，均与新发地有关联。同日北京市要求5月30日以来曾去过新发地市场者如实向社区或单位报告，主动前往相关机构或在社区安排的地点进行核酸筛查。中國疾控中心流行病學前首席研究員曾光向媒體表示，有兩起和新發地市場有關的確診病例病毒是屬於歐洲SARS-CoV-2的變種，北京市疾控中心研究员杨鹏表示新发地的病毒溯源还在进一步调查中，“有可能是污染的海产品或肉类，或者进入市场的人通过分泌物进行传播”。当天下午，花乡地区被列为“高风险地区”，西城区金融街街道、丰台区新村街道、卢沟桥街道、太平桥街道，以及大兴区西红门镇、林校路街道、高米店街道被列为“中风险地区”。6月14日晚，北京市城市管理综合行政执法局等五部门联合要求各生产经营单位进行全面排查，凡自5月30日以来到过新发地或与市场销售者有密切接触的人员立即报告，并进行核酸检测。各生产经营单位不得安排相关人员自报告之日起14天内到岗上班。北京市教委也于当晚表示已经返校复课学生可自愿选择居家学习，初高三毕业年级在中高考前14天结束学校生活，进行居家复习。6月14日0时至24时，北京新增报告本地确诊病例36例、无症状感染者6例。丰台区副区长周宇清、丰台区花乡党委书记王华、新发地农产品批发市场总经理张月琳等均遭到免職。当天，全市核酸检测机构共检测76499人，结果阳性59份。
6月15日首车起，北京公交对4条途经新发地的常规线路采取绕行甩站措施，1条高峰线路采取区间措施。北京市所有社区村采取三级应急响应、二级防控措施、一级工作状态，所有室内活动场所暂停運營，此外“北京消费季”线下各场活动仪式、发布会、现场展卖等易造成人员聚集的促消费活动取消或推迟。当天東城區天壇街道、海淀区永定路街道、青龍橋街道、朝陽區十八里店地区、大興區龐各莊鎮、黃村鎮、天宮院街道、觀音寺街道、豐台區南苑街道、盧溝橋鄉、大紅門街道、石景山區八寶山街道风险等级上调至中风险。辽宁、河北、四川3省相继出现新發地市場关联病例报告。中國開始暫停歐洲三文魚進口。当天，中国疾病预防控制中心流行病学首席专家吴尊友表示此次病毒不像北京两个月以前出现病例的毒株，更像欧洲流行的主要毒株，但并不一定代表来自欧洲国家。6月15日0时至24时，北京新增报告本地确诊病例27例、疑似病例2例、无症状感染者3例；截至6月15日24时，累计报告本地确诊病例526例，累计出院411例，在院106例，累计死亡9例。尚在观察的无症状感染者10例。
6月16日，东城区永定门外街道、丰台区丰台街道、南苑（地区）乡、大兴区魏善庄镇、门头沟区永定（地区）镇被列为中风险地区。当晚，北京市将应急响应级别由三级提升至二级，要求所有小區恢復封閉式管理，中高风险街乡、新发地市场相关人员禁止离京，其他人员坚持“非必要不出京”，确需离京者须持7日内核酸检测阴性证明，次日起中小學各年级恢复线上教学，高校学生停止返校。當日北京新增本土病例31例。受此影响，北京首都機場、大興機場共取消航班達1255架次，中国国际航空、中国南方航空、海南航空、中国联合航空、首都航空、山东航空已宣布针对进出京航班提供免手续费退票业务，惟办理退票手续时需具备一定条件，且可退票的出发日期须在6月30日前。同时，鐵路部門決定自6月17日零時起，旅客在車站、12306網站等各渠道辦理6月16日24時前已購的進出北京地區各次列車有效車票退票時，均不收取退票手續費，購買鐵路乘意險的一同辦理。当日，东城区和平里街道、北新桥街道，西城区白纸坊街道，丰台区长辛店街道，大兴区青云店街道升级为中风险地区。当日起，北京多家医院派出医疗队员驰援地坛医院。
6月17日0时至24时，北京新增报告本地确诊病例21例、疑似病例3例、无症状感染者3例。
6月18日，北京市要求公共交通运营企业自当日起按照地面公交满载率不超过90%、轨道交通满载率不超过80%的标准控制客流。暂停巡游车、网约车、顺风车出京运营业务。繼續暫停进出京省际旅游包车客运业务。当天，长辛店镇升级为中风险地区，而长辛店街道“降级”为低风险地区。同時北京當天新增报告本地确诊病例25例，其中一例为北京大学国际医院急诊科护士，昌平区接到报告后对该医院采取封闭管理措施。
6月19日零时起，北京地区各火车站开始对出京旅客的7日内核酸检测阴性证明进行查验，若无证明文件，将不予办理乘车；对于来京出差办事且7天内在出发地已经办理过核酸阴性证明的旅客，离京时持当地的核酸阴性证明也可通行。当天，大兴区西红门地区从中风险地区升级为高风险地区，西城区展览路街道和大兴区清源街道升级为中风险地区。当天，北京市新增报告本地确诊病例22例、疑似病例4例、无症状感染者2例。當日，北京市公安局副局长、新闻发言人潘绪宏表示，6月11日新发地批发市场发生疫情以来，北京警方共查处涉疫谣言相关案件60起，其中刑事拘留1人，行政拘留9人，对其他人员进行批评教育。
6月20日，丰台区马家堡街道升级为中风险地区。同日华中科技大学同济医学院附属同济医院、武汉协和医院派出医疗队赴北京支援。当日，北京市新增报告本地确诊病例22例、疑似病例3例、无症状感染者3例。
6月21日，丰台区新村街道、大兴区黄村（地区）镇的疫情风险等级由中风险调整为高风险，丰台区长辛店街道、右安门街道，大兴区安定镇，海淀区八里庄街道，通州区北苑街道由低风险调整为中风险，当天北京市新增报告本地确诊病例9例、疑似病例2例、无症状感染者5例。当天的例行新闻发布会上通报，15日百事食品（中国）有限公司磁魏路分厂监测到新发地批发市场输入个案，目前已停产停业。当天晚间，北京协和医院核酸采样方舱项目建成，预定6月22日启用。此外，根据6月23日通报的补充流调结果，6月21日的确诊病例包括一名“饿了么”外卖骑手。
6月22日，朝阳区小红门（地区）乡、海淀区田村路街道由低风险调整为中风险。同日北京新增报告本地确诊病例13例。
6月23日零时起，铁路部门在北京市各站点严格执行出京旅客登车前核酸检测证明查验措施，对于无法提供7日内核酸检测阴性证明的旅客劝阻登车。当天，永定路街道升级为高风险地区，全市新增确诊病例7例。
6月24日0时至24时，北京市新增报告本地确诊病例13例，其中丰台区9例、大兴区4例。当天，北京市首个核酸采样工作站在天坛体育中心核酸样本采集点投入使用。北京市纪委市监委给予丰台区市场监督管理局党组成员、副局长、区新发地专班负责人贾琦撤销党内职务、政务撤职处分；给予丰台区卫生健康委员会党委委员、副主任曹苁党内严重警告、政务降级处分；给予丰台区花乡副乡长、花乡地区办事处副主任、乡新发地专班负责人杨继军党内严重警告、政务降级处分。
6月25日，北京市公安局副局长潘绪宏在新闻发布会上通报称，北京警方侦破了一起买卖核酸检测名额的案件，共查获九名涉案人员，其中闫姓男子在内的四人已被依法行政拘留。同日，《新京报》下属微博账号“新京报我们视频”因在疫情报道中存在“导向错误”等问题，被国家网信办、北京市网信办采取禁言处置。当天，北京市新增报告本地确诊病例11例、疑似病例3例、无症状感染者1例。
6月26日，北京市新增报告本地确诊病例17例、无症状感染者4例。新增确诊病例中，丰台区15例、大兴区2例。当天，中国疾控中心官网发布的《2020年6月北京新型冠状病毒肺炎疫情进展》报告称北京本次疫情流行的SARS-CoV-2病毒为L基因型欧洲家系分支Ⅰ，该毒株比当前欧洲流行同型毒株更“老”，在新发地批发市场的传染模式推测主要为人与人之间直接接触传播和/或经物品表面污染的间接接触传播。
6月27日，北京新增确诊病例14例。
6月28日，北京市新增报告本地确诊病例7例、疑似病例4例、无症状感染者1例。新增确诊病例中，丰台区5例、大兴区2例。丰台区委副书记、代区长初军威表示，经专家评估，新发地市场牛羊肉综合大楼相关人员为疫情极高风险人群，丰台区决定对新发地市场牛羊肉综合大楼相关集中隔离人员在原来14天的基础上再延长集中医学观察14天。
6月29日，北京市新增报告本地确诊病例7例、无症状感染者1例，治愈出院病例1例。新增确诊病例中，丰台区6例、大兴区1例。
6月30日，北京市新增报告本地确诊病例3例，治愈出院病例1例。新增确诊病例均在大兴区。当日，东城区永定门外街道、房山区长阳镇、门头沟区永定（地区）镇由中风险地区降级为低风险地区。

## 2020年7月
7月1日，东城区和平里街道和北新桥街道，丰台区大红门街道和长辛店镇、大兴区林校路街道由中风险降为低风险。大兴区兴丰街道由低风险地区升级为中风险地区。当日北京市新增报告本地确诊病例1例（丰台区）、无症状感染者2例，治愈出院病例2例。
7月2日，丰台区新村街道由高风险地区降级为中风险地区。当天中午，石景山万达广场内一名女顾客接到中日友好医院的电话后得知自己的核酸检测结果为阳性，现场防疫人员迅速将病患控制在西广场开放区域，石景山区疾控中心接到报告后于13时许对这名自称核酸检测阳性人员进行现场调查处理，后将其转运至医院发热门诊进行排查。翌日，北京市疾控中心副主任庞星火通报，该女子为自重庆返京，6月14日曾到新发地市场关卡处短时停留，在居家隔离期间多次破坏报警器外出，后于7月2日诊断为无症状感染者，已追踪到204名密切接触者。当日，北京大兴警方对6月25日、7月1日通报的2例确诊病例违反疫情防控规定的行为开展调查。而中铁十八局集团第四工程有限公司在大兴区的工地因出现确诊病例，随即采取停工停产措施，全面封闭施工现场，并将现场95名确诊病例密切接触者安排到附近酒店隔离观察。北京大学国际医院于7月2日解除封闭管理。当日新增报告本地确诊病例2例、疑似病例1例、无症状感染者1例，治愈出院病例3例，新增确诊病例均在丰台区。
7月3日，北京市公安局决定自7月4日0时起，对全市低风险地区人员出京不再要求持有核酸检测阴性证明。当天，北京通報了四起引發疫情傳播擴散風險的典型案例。当日北京市新增报告本地确诊病例1例（丰台区）、疑似病例1例，无新增无症状感染者，治愈出院病例2例。
7月4日，北京市新增报告本地确诊病例2例（均在丰台区），治愈出院病例1例。
7月5日，北京市新增报告本地确诊病例1例（丰台区）、无症状感染者1例，治愈出院病例1例。
7月6日，北京市无新增报告本地确诊病例、疑似病例，新增无症状感染者1例，治愈出院病例4例。
7月7日，北京市无新增报告本地确诊病例、疑似病例和无症状感染者，治愈出院病例13例。当天高考正常进行，西城区白纸坊街道、海淀区永定路街道也由中风险地区调整为低风险地区。
7月8日，北京市无新增报告本地确诊病例、疑似病例，新增无症状感染者1例，治愈出院病例32例。丰台区南苑街道、南苑（地区）乡，大兴区观音寺街道由中风险地区调整为低风险地区。
7月9日，北京市无新增报告本地确诊病例、疑似病例和无症状感染者，治愈出院病例12例。海淀区田村路街道、四季青（地区）镇，昌平区回龙观街道由中风险地区调整为低风险地区。
7月10日，北京市无新增报告本地确诊病例、疑似病例，新增无症状感染者1例，治愈出院病例12例。
7月12日，北京市无新增报告本地确诊病例、疑似病例和无症状感染者，治愈出院病例14例。丰台区花乡（地区）因连续14天内出现不超过10例本地确诊病例，故风险等级由高风险调整为中风险，至此北京实现疫情高风险地区清零；丰台区丰台街道，大兴区黄村（地区）镇、北臧村镇则由中风险地区调整为低风险地区。
7月14日，北京市无新增报告本地确诊病例、疑似病例和无症状感染者，治愈出院病例14例。大兴区青云店镇、西红门镇、兴丰街道由中风险地区调整为低风险地区。
7月17日，北京市无新增报告本地确诊病例、疑似病例，新增无症状感染者1例，治愈出院病例13例。
7月18日，丰台区马家堡街道由中风险地区调整为低风险地区。当日，北京市无新增报告本地确诊病例、疑似病例和无症状感染者，治愈出院病例13例。
7月19日，北京市最后3名高风险患者康复出院，仅有的中风险地区花乡地区已连续13天无新增确诊病例。当天，北京市无新增报告本地确诊病例、疑似病例和无症状感染者，治愈出院病例16例。
7月20日零时起，北京市应急响应机制由二级调至三级。当天北京市无新增报告本地确诊病例、疑似病例和无症状感染者，治愈出院病例12例，丰台区花乡地区降级为低风险地区，北京市中风险地区清零。北京市各小区（村）出入口继续实行查证、验码、登记措施，不再要求进行体温检测，快递、外卖等外来人员用健康宝扫码登记未见异常可进入小区（村）。北京市亦将全面重启、有序推进北京消费季活动。
7月21日，北京市属11家公园和中国园林博物馆的45处参观游览场所全面恢复有序开放，并继续采取分时预约的措施，限流比例由30%上调至50％，故宫博物院室内常设展厅重新开放。当天，北京市人民政府网站发布《北京市电影局关于在疫情防控常态化条件下有序推进电影院恢复开放的通知》，该通知强调全市低风险地区在电影院各项防控措施有效落实到位的前提下，可于7月24日有序恢复开放营业。当日北京市无新增报告本地确诊病例、疑似病例和无症状感染者，治愈出院病例17例。
7月23日，北京市面向公众开放的公共体育场馆和各类经营性体育健身场所均可恢复开放运营。当日，北京市无新增报告本地确诊病例、疑似病例和无症状感染者，治愈出院病例14例。
7月27日，北京市新增境外输入病例1例（印度尼西亚籍）、大连市疫情关联病例1例（在京暂住昌平区天通苑西三区），无新增疑似病例和无症状感染者，治愈出院病例14例。
7月28日，北京市新增大连市疫情关联病例1例，为7月27日确诊的大连市疫情关联病例的密切接触者，无新增疑似病例和无症状感染者。
7月29日，北京市新增大连市疫情关联病例1例，为7月27日确诊的大连市疫情关联病例的密切接触者，无新增疑似病例和无症状感染者；治愈出院病例5例。

## 2020年8月

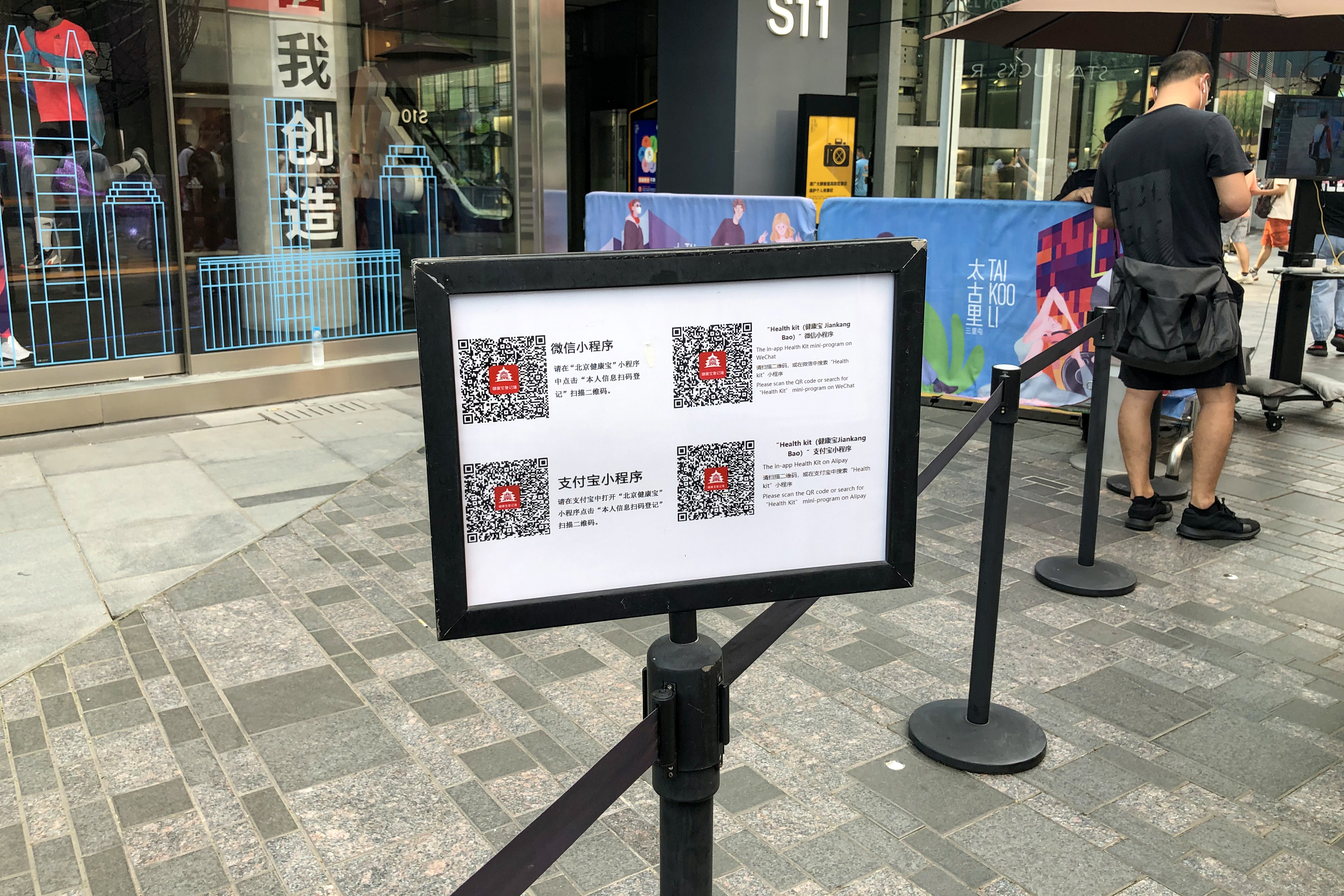
8月8日，三里屯太古里入口处的健康宝登记簿二维码
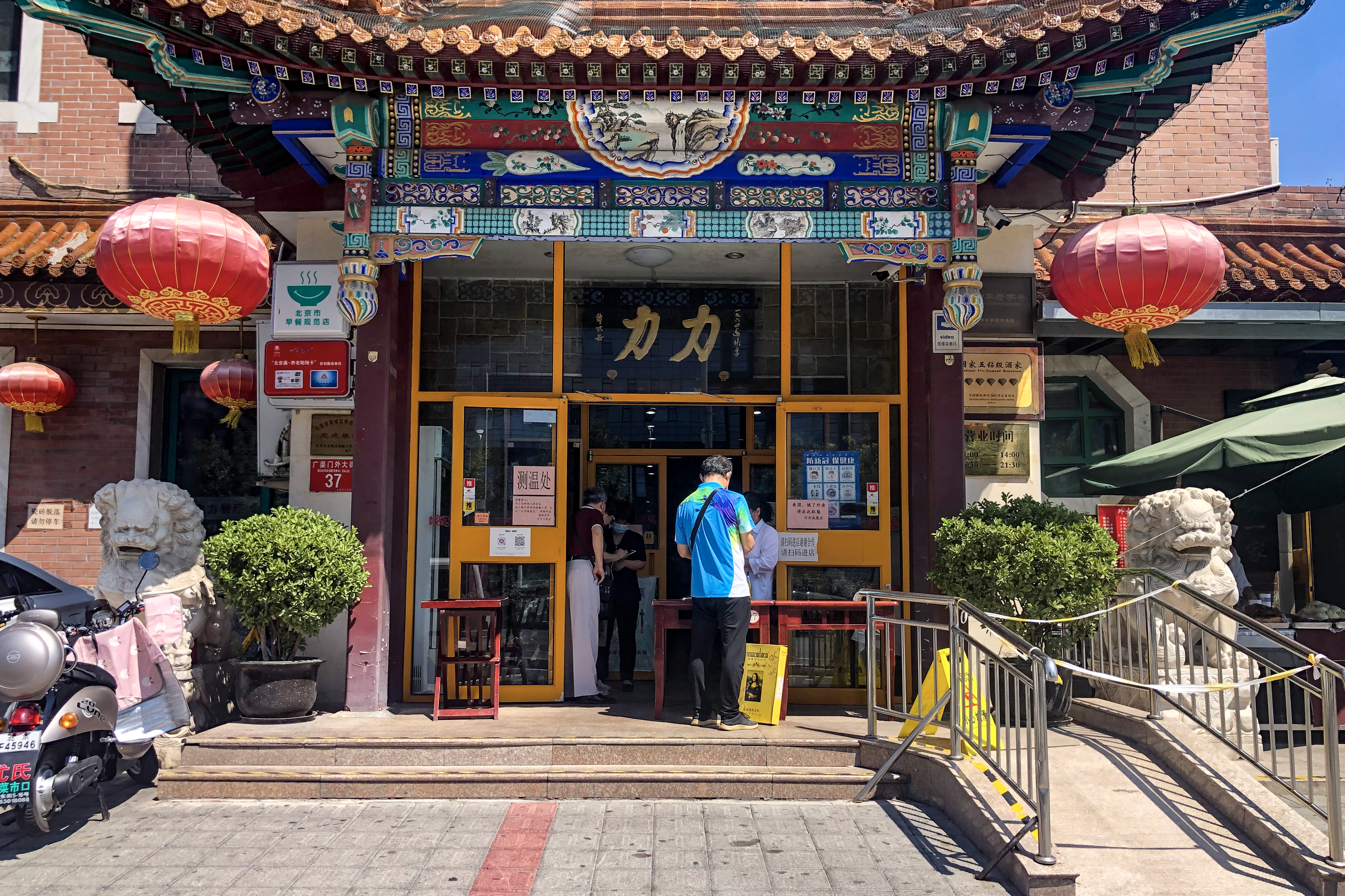
8月9日，一间餐厅门口的测温处以及“本人信息扫码登记”提示
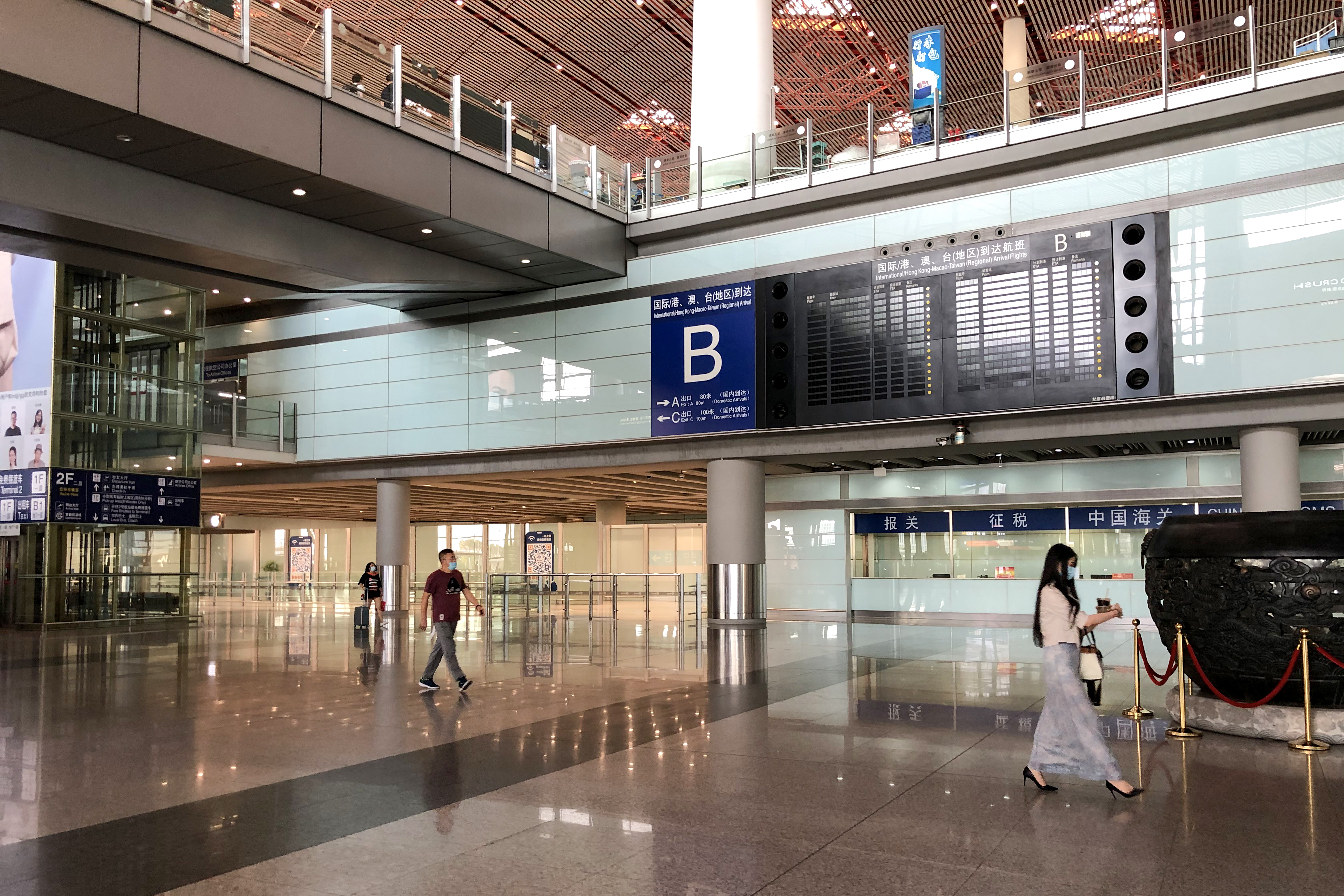
8月25日，没有到港航班显示的北京首都国际机场三号航站楼国际到达区
- 2020年8月24日 北京中小学新学期学生戴口罩按需设定
- 2020年8月26日 北京高校开学这样防疫：线上线下同开课 相对闭环管理（北京化工大学）

8月4日，北京市无新增报告本地确诊病例、疑似病例和无症状感染者，治愈出院1例；新增报告境外确诊病例1例，为7月27日印度尼西亚输入确诊病例的家庭成员，在隔离观察期间核酸检测呈现阳性后被确诊。
8月6日，北京市新增大连市疫情关联病例1例，为7月27日确诊的大连市疫情关联病例的家庭密切接触者，在隔离观察点的例行监测中发现核酸阳性，临床诊断为普通型；无新增疑似病例和无症状感染者，无新增报告境外确诊病例、疑似病例和无症状感染者；治愈出院病例1例（为新发地聚集性疫情最后一例在院病例）。
8月9日，北京市无新增报告本地确诊病例、疑似病例和无症状感染者；无新增报告境外确诊病例、疑似病例和无症状感染者。当天一名7月12日出院的患者出院28天复诊时核酸检测为阳性，此后8月11日和12日连续两次核酸检测阴性，已转至集中隔离点观察。
8月15日，全面取消零售功能后的新发地市场正式复市。
8月29日，北京市全市小学一年级，初一年级、初三年级，高一年级、高二年级、高三年级开学，中小学师生在校园内仍需佩戴口罩。当天北京市无新增报告本地确诊病例、疑似病例和无症状感染者；无新增报告境外输入确诊病例、疑似病例和无症状感染者。

## 2020年9月
- 2020年9月3日 北京布局“互联网 ”急救：缩短急救时间 避免二次转诊
- 2020年9月6日 新发地市场全面复市：供应水平恢复至80% 菜价明显下降
- 2020年10月9日 探访北京流感疫苗接种点：需求大增 预约需卡点

9月1日，按照北京市计划，全市小学五年级、六年级和初二年级开学，涉及学生约40万人。当天北京市无新增报告本地确诊病例、疑似病例和无症状感染者；无新增报告境外输入确诊病例、疑似病例和无症状感染者。
9月2日，中国民航局决定自9月3日起逐步将经第一入境点分流的北京国际客运航班恢复直航；根据相关航班始发地远端核酸检测工作情况，先行恢复泰国、柬埔寨、巴基斯坦、希腊、丹麦、奥地利、瑞典、加拿大等8个输入病例较少国家至北京的9个航班，同时在严格执行航班熔断政策的基础上，对直航北京的国际客运航班采取更加严格的防控措施：一是对单班运行实际输入病例达到熔断标准的，立即采取熔断措施，并在熔断期结束时恢复其从指定第一入境点入境的政策；二是对单班运行实际输入病例超过3例的，入境点立即由北京恢复至指定的第一入境点；三是严格控制直航北京国际航班客座率，并控制每日从首都机场入境的旅客规模；四是在严格旅客远端核酸检测和机场防控措施的基础上，对此类入境旅客实施严格的闭环管理，最大限度防范输入风险；这些国际航班抵京后，旅客在首都机场3号航站楼D区完成通关、查验、核酸检测等工作，由专用车辆转送到指定地点进行14天集中医学观察，解除集中隔离后返回北京社区（村）的仍需继续进行7天健康监测。北京市9月2日当天无新增报告本地确诊病例、疑似病例和无症状感染者；无新增报告境外输入确诊病例、疑似病例和无症状感染者。
9月3日6时57分，首架恢复直航北京的国际商业客运航班CA746次从柬埔寨金边抵京。
9月6日，新发地农产品批发市场铁路以北区域恢复营业。
9月7日，按照北京市计划，北京市全市小学二年级、三年级、四年级开学，涉及学生约52万人。当天北京市无新增报告本地确诊病例、疑似病例和无症状感染者；无新增报告境外输入确诊病例、疑似病例和无症状感染者。
9月19日，北京市新增一例境外输入无症状感染者，系9月17日乘坐CA946航班从巴基斯坦回国、9月18日抵达北京的甘肃籍巴基斯坦留学生
9月24日，北京市新增报告1例境外输入无症状感染者转确诊的病例，为9月19日公布的无症状感染者，临床分型为普通型。无新增报告本地确诊病例、疑似病例和无症状感染者。

## 2020年10月
10月11日，北京市新增报告1例境外输入确诊病例，为10月9日乘坐CA946航班从巴基斯坦抵京的23岁男性。无新增报告本地确诊病例、疑似病例和无症状感染者。
10月19日，北京市新增报告1例境外输入确诊病例，为10月13日从约旦经土耳其、丹麦乘坐CA878航班抵京人员，10月19日诊断为确诊病例。无新增报告本地确诊病例、疑似病例和无症状感染者。
10月23日，北京市新增报告2例境外输入新冠肺炎确诊病例，均为10月8日乘坐CA946航班抵京人员。
10月26日，北京市新增1例境外输入新冠肺炎确诊病例（10月16日乘坐CA946航班抵京人员）和1例无症状感染者（10月22日乘坐CA946航班抵京人员）。
10月28日，北京市新增1例境外输入确诊病例，为在赤道几内亚工作的25岁女性，10月25日乘坐CA842航班由奥地利抵京，10月28日确诊。无新增报告本地确诊病例、疑似病例和无症状感染者。
10月29日，北京市无新增报告本地确诊病例、疑似病例和无症状感染者；无新增报告境外输入确诊病例、疑似病例和无症状感染者。治愈出院1例，为10月19日报告的从约旦输入确诊病例。
10月30日，经联防联控协调机制研究，每周五飞行的CA124首尔仁川-北京航班改为直航北京。

## 2020年11月
11月2日，北京市无新增报告本地确诊病例、疑似病例和无症状感染者；新增报告2例境外输入确诊病例和1例无症状感染者。确诊病例中，一例为10月30日乘坐CA946次航班从巴基斯坦抵京人员，另一例为10月27日通报的从巴基斯坦输入的无症状感染者。
11月9日，北京市新增报告2例境外输入确诊病例，均为自瑞士乘坐CA864航班于11月8日到达北京首都机场的人员。无新增报告本地确诊病例、疑似病例和无症状感染者。
11月13日，北京市新增1例境外输入无症状感染者，为自加拿大多伦多乘坐海航HU7969航班于11月12日抵京的加拿大籍人员。
11月19日，北京市新增报告1例境外输入确诊病例，为11月8日从瑞士经希腊抵京人员，治愈出院1例。无新增报告本地确诊病例、疑似病例和无症状感染者。
11月21日，北京市新增报告1例境外输入确诊病例，为11月19日从巴基斯坦乘坐CA946航班，于11月20日到达北京首都机场的福建籍人员。
11月22日，北京市新增报告1例境外输入确诊病例，为11月7日自希腊雅典乘坐CA864航班，于11月8日抵京的北京籍人员。
11月23日，北京市第179场新冠肺炎疫情防控工作新闻发布会中，首农食品集团副总经理赵国荣向记者介绍，京深海鲜市场结合疫情防控要求，进行了全面改造升级。9月18日复市以来，已施行多项措施、原冻品区全部转型线上交易、市场不再向个人消费者开放。
11月30日，北京市新增1例境外输入确诊病例，为11月28日从希腊雅典乘坐CA864航班，于11月29日到达北京首都机场的福建籍人员。

## 2020年12月

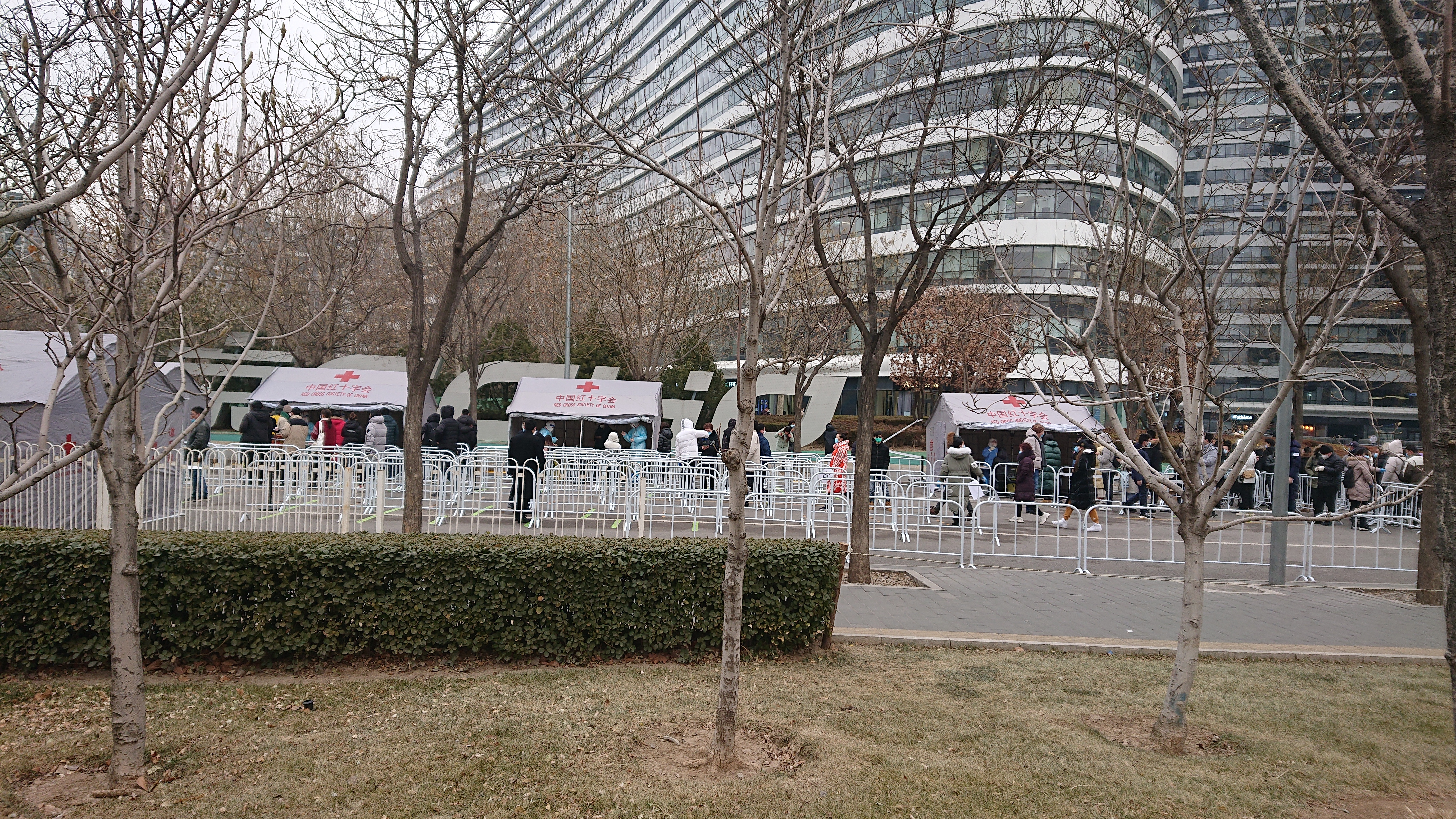
12月28日，望京SOHO旁边的核酸检测点

12月4日，北京市新增1例境外输入确诊病例，为11月30日从意大利乘坐SK1686航班抵达丹麦，后转乘国航CA878航班于12月1日到达北京首都机场的浙江籍人员；治愈出院1例。
12月12日，北京市新增报告2例境外输入确诊病例、1例无症状感染者，其中1例确诊病例为无症状感染者转为确诊病例。
12月13日，北京市新增报告1例境外输入确诊病例。该患者为28岁女子，12月5日由波兰乘坐国航CA738航班到达太原武宿国际机场（第一入境点），入境后海关进行健康筛查，核酸检测结果为阴性；12月6日，从太原继续乘坐国航CA738航班到达北京首都机场，经闭环管理送至集中隔离酒店。12月11日，对其进行核酸检测，12月12日报告结果为阳性，当日由120负压救护车转入地坛医院。综合流行病学史、临床表现、实验室检测和影像学检查等结果，12月13日诊断为新冠肺炎确诊病例，临床分型为轻型。
12月14日，北京市新增报告1例境外输入确诊病例，为11月28日从香港乘坐香港航空HX336航班到达北京首都机场的旅客。
12月15日，北京市新增报告1例境外输入确诊病例、1例无症状感染者，均为12月4日报告境外输入确诊病例的同航班密切接触者。
12月18日0时至18时，北京市新增报告1例境外输入确诊病例关联病例，为12月14日报告境外输入确诊病例的密切接触者。该患者曾在12月14日确诊病例所住的朝阳区汉庭酒店大山子店活动。翌日，北京市卫健委通报18日新增2例境外输入确诊病例关联病例，均在庆丰包子铺酒仙桥店工作。北京市将朝阳区汉庭酒店大山子店劃定為中風險地區，其周边10多間商舖（包括多間餐飲店）也已經關門，門口貼上封條並拉起警戒線。而汉庭酒店大山子店所入住的客人均為疫情隔離人員，隔離期間不允許到樓下包子舖用餐，也不允許到周圍足療店等場所消費。
12月19日，北京市新增报告2例境外输入确诊病例，新增确诊病例分别为从莫斯科乘坐国航CA590航班（12月10日到达北京首都机场）的旅客及从巴基斯坦乘坐国航CA946航班（12月18日到达北京首都机场）的旅客。
12月23日，浙江省宁波市新增一例无症状感染者，该无症状感染者常住地为北京市顺义区，12月22日与同事乘飞机到宁波出差。随后，该无症状感染者的住所及工作单位采取封闭管理。
12月24日凌晨，朝阳区麦子店街道接辖区内佳程广场物业报告，称其收到楼宇内韩亚航空公司通报，该公司一名在京工作人员12月22日返回韩国后，核酸检测呈阳性。24日晚，韩国官方反馈确认该人员为无症状感染者。当天北京市新增报告1例无症状感染者，为从事冷链相关工作的餐馆杂工。
12月25日，顺义区新增2例本地确诊病例，分别居住在高丽营镇张喜庄村和胜利街道义宾南区。
12月26日，顺义区初步排查出两例本地确诊病例的密切接触者96人、密接的密接180人，其中5人核酸检测阳性，已送地坛医院做进一步复核，并对5名检测阳性者所居住的南法信镇西杜兰村、东海洪村进行封闭式管理。同日顺义区进入战时状态。当天北京市新增5例本地确诊病例和1例无症状感染者；新增3例境外输入确诊病例和1例无症状感染者。
12月27日，顺义区南法信镇西杜兰村、高丽营镇张喜庄村调整为中风险地区。当天北京市新增1例境外输入确诊病例（自瑞典抵京人员），无新增本地确诊病例、疑似病例和无症状感染者。
12月28日，北京市新增7例本地确诊病例（均为通报病例的密切接触者且均居住在顺义区）及1例境外输入无症状感染者。
12月29日，顺义区南法信镇东海洪村调整为中风险地区。当日，北京市新增1例本地确诊病例，无新增疑似病例和无症状感染者。新增病例系4岁男童。
12月30日，顺义区局部聚集性疫情的病毒全基因组测序分析结果公布，结果显示此次局部聚集性疫情为单一传播链，病毒属于L基因型欧洲家系分支2.3，与2020年11月东南亚地区发现的部分病毒株同源性较高，测序结果和现场调查证据表明顺义区局部疫情是由印度尼西亚境外输入无症状感染者导致的，西城一例、抵韩国一例无症状感染者的感染来源仍在调查。当日，北京市新增2例本地确诊病例，无新增疑似病例和无症状感染者；治愈出院2例。
12月31日，在北京市新型冠状病毒肺炎疫情防控工作第197场新闻发布会上，北京市疾病预防控制中心副主任庞星火介绍，从12月31日起，顺义区高丽营镇东马各庄村列为中风险地区。北京市新冠肺炎疫情防控工作领导小组监督组办公室主任肖飒通报，针对顺义区发生局部聚集性疫情，围绕疫情防控工作是否存在失职失责问题开展问责调查，共有5位相关责任人被处理。当日，北京市新增5例本地确诊病例（顺义区4例、怀柔区1例），无新增疑似病例和无症状感染者；治愈出院1例。